# Autobus de Nantes
Pour un article plus général, voir Transports en commun de l'agglomération nantaise.
Le réseau d'autobus de Nantes est un réseau d'autobus et de transport à la demande exploité par la Semitan et ses sous-traitants en complément du tramway de Nantes, du Busway de Nantes et du Navibus. Ce réseau couvre l'ensemble des 24 communes de Nantes Métropole plus la commune du Cellier.
Il comprend 65 lignes de bus et services sur demande dont :
- 57 lignes régulières de jour :
  - 8 lignes « Chronobus » numérotées de C1 à C20 ;
  - 39 lignes classiques numérotées de 10 à 98 (dont 2 lignes « navettes ») ;
  - 4 lignes « Express » numérotées de E1 à E8 ;
  - 1 navette Aéroport reliant la station Hotel-dieu à l'aéroport de Nantes-Atlantique ;
  - 1 navette évènementielle en service lors du festival de musique La Folle Journée ;
  - 3 circuits internes sur la commune de La Chapelle-sur-Erdre.
- 4 lignes régulières de nuit « Luciole » en fonctionnement dans la nuit du jeudi au vendredi et du samedi au dimanche.
- 4 services de transport à la demande :
  - un service « Proxitan » couvrant l'ensemble de l'agglomération pour les personnes à mobilité réduite ;
  - trois services « Transport À la Demande (TAD) » desservant sur demande des quartiers isolés de trois communes.

En plus des lignes régulières et des services sur demande, il existe sur l'agglomération 3 services de dessertes scolaires :
- un service de lignes scolaires composé de 39 lignes ;
- un service de renfort des lignes régulières ;
- un service de cars scolaires composé de 285 circuits.

## Histoire

### Les débuts

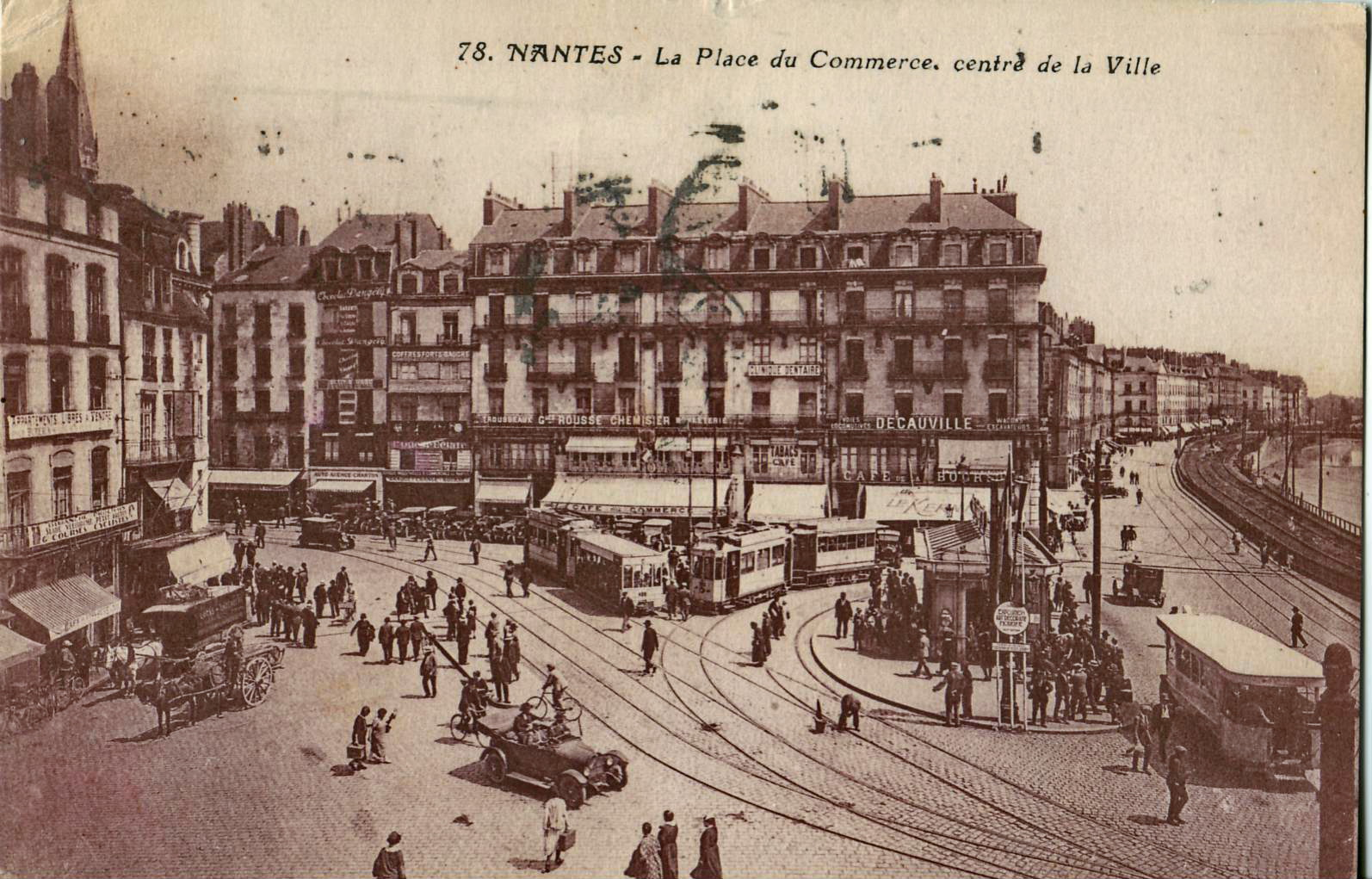
Les autobus et les tramways se croisaient sur la place du Commerce.

Le premier autobus nantais est mis en service par la ville de Nantes le dimanche 25 mai 1924 sur une ligne Place du Commerce ↔ Exposition. Douze autobus seront mis en service au total afin d'assurer quatre lignes : Commerce ↔ Exposition, Place Zola ↔ Chantenay ↔ Roche Maurice, Commerce ↔ Canclaux ↔ Grillaud, Place du Bon-Pasteur ↔ Repos de Jules César. Ces autobus font leur apparition alors que les transports collectifs de la ville sont majoritairement constitués de lignes de tramway depuis la disparition des omnibus à chevaux en 1898.
Les années qui suivent marquent le remplacement progressif du tramway par de nouvelles lignes d'autobus. Plus flexible et moins dangereux (l'ancien tramway de Nantes était même parfois surnommé le « péril jaune »), l'autobus mit un terme au réseau de tramway en 1958 qui a beaucoup souffert des bombardements de la Seconde Guerre mondiale. Cette même année, la Compagnie des tramways de Nantes (CTN) qui gérait le réseau de transport de la ville est remplacée par la Compagnie nantaise de transports en commun (CNTC). Le réseau d'autobus nantais est alors majoritairement constitué de bus de la société des usines Chausson,.
Cette compagnie fut elle-même remplacée par la Société des transports de l’agglomération nantaise (STAN) le 1er janvier 1976 puis par la Société d'économie mixte des transports en commun de l'agglomération nantaise (SEMITAN) le 1er janvier 1979 qui exploite le réseau depuis lors.

### Le réseau à son apogée

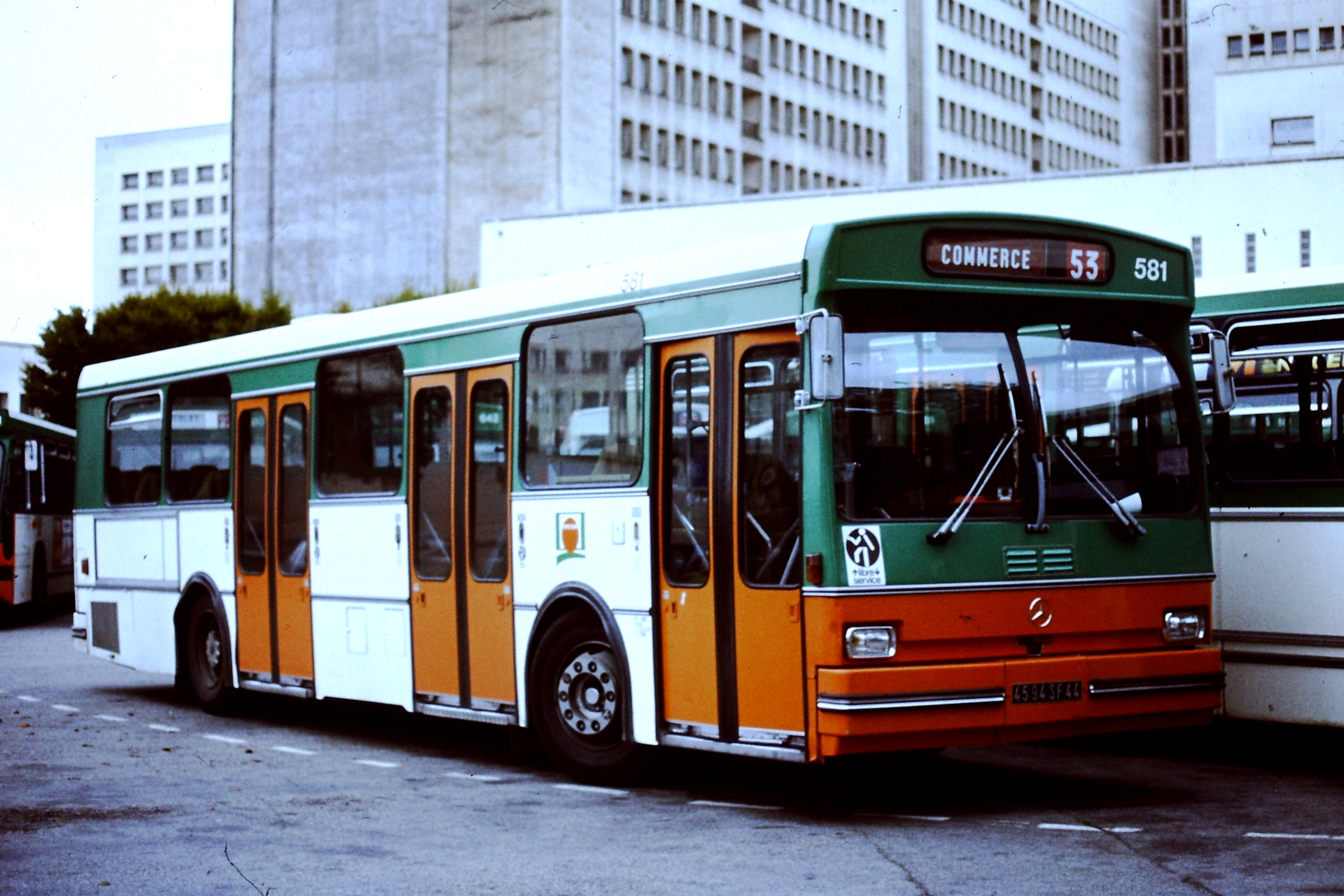
L'Heuliez O 305 fait partie des véhicules très présents sur le réseau dans les années 80 et 90, avec la livrée verte et orange de la SEMITAN.

En 1979, le réseau d'autobus de Nantes est, selon une étude réalisée par le journal Le Point, l'un des plus importants de France en chiffre et en qualité, notamment pour la jeunesse de son matériel roulant (en moyenne 4 ans d'ancienneté) et la densité du réseau (1,29 km de lignes d'autobus par kilomètre carré desservi). Le réseau dispose aussi de nombreux couloirs réservés aux autobus qui constituaient 2,5 % de la longueur totale du réseau à cette époque. Néanmoins, le réseau nantais ne se distingue pas spécialement pour ses prix avec 1,70 francs pour le ticket en carnet, comparé à Dijon (0,97 francs, première du classement) et Marseille (2,20 francs, dernière du classement).
En 1980, 306 autobus circulent sur les 38 lignes et les 530 km du réseau, et ont transporté 40 millions de passagers cette année-là. La SEMITAN disposait également de 900 employés qui assuraient le bon fonctionnement du réseau, ainsi que de trois dépôts dont celui de la Morrhonnière qui abritait autrefois les tramways. Le parc automobile à cette époque représentait un patrimoine de 200 millions de francs.

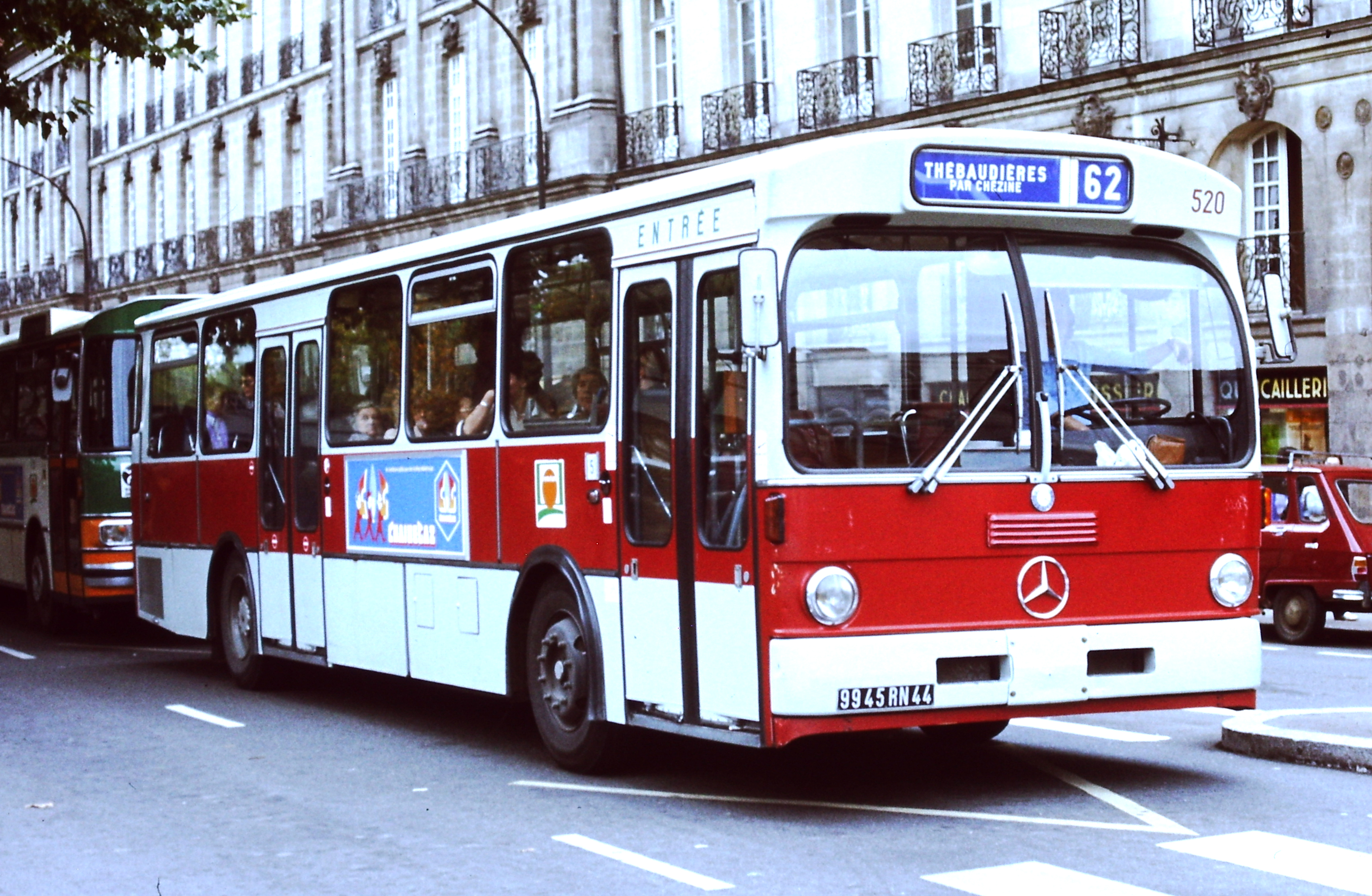
Un Mercedes-Benz O 305 de la SEMITAN avec la livrée de la CNTC.

Les usagers peuvent voyager en utilisant des cartes hebdomadaires ou mensuelles, ou des tickets à l'unité valables une heure sur le réseau. Un système dit de « self-service » est également mis en place sur certains autobus permettant aux usagers d'ouvrir eux-mêmes les portes grâce à des boutons présents à l'intérieur et à l'extérieur du véhicule. Des plans géographiques et schématiques, des fiches horaires distribuées gratuitement, des girouettes colorées sur les autobus et une nouvelle signalétique aux arrêts sont également mis à disposition des usagers afin de faciliter leurs déplacements. Un service de transport à la demande effectué par cinq minibus est également proposé aux personnes à mobilité réduite.
Néanmoins, le réseau se heurte toujours à des problèmes de retards liés à des bouchons et à la saturation de la circulation automobile, rendant compliqué et long les déplacements des usagers. Également, les municipalités doivent imaginer le développement de leur réseau de transport collectif afin de mieux supporter les conséquences du premier et deuxième choc pétrolier. Nantes envisage alors de relancer un réseau de tramway, avec une première ligne mise en service début 1985. Pour ce faire, quatorze communes de l'agglomération se sont réunies en un syndicat afin d’organiser le réseau de transport de l'agglomération, le Syndicat intercommunal des transports publics de l'agglomération nantaise (SITPAN),.
En 2001, le système de « self-service » est retiré des véhicules et la montée par l'avant est mise en place afin de revaloriser la relation conducteur/client et améliorer la sécurité des clients et du personnel.

### Rationalisation de l'offre et arrivée de lignes à haut niveau de service
Le réseau d'autobus a subi de nombreuses réorganisations de ses lignes, notamment avec l'arrivée des nouvelles lignes de tramway ou du Busway en 2006. Mais 2009 a été une période de nombreuses suppressions de lignes et de « rationalisation de l'offre de transport ». Ainsi, plusieurs circuits ou lignes ayant une fréquentation jugée comme trop faible ou étant considérées comme peu performantes sont supprimées, comme la navette Galheur ↔ Neustrie (15 usagers par jour), les circuits de Carquefou (15 usagers par jour), la navette de Trentemoult permettant de relier le Navibus Loire avec le dépôt de bus (30 usagers par jour), ou encore le Navibus Erdre avec 70 500 passagers en 2008 (comparé au Navibus Loire qui en transporte 365 000 cette même année). Ce lourd chantier de rationalisation de l'offre du réseau bus va s'étaler de 2009 (après la délibération du conseil communautaire de Nantes Métropole du 15 juin 2009) à 2020.

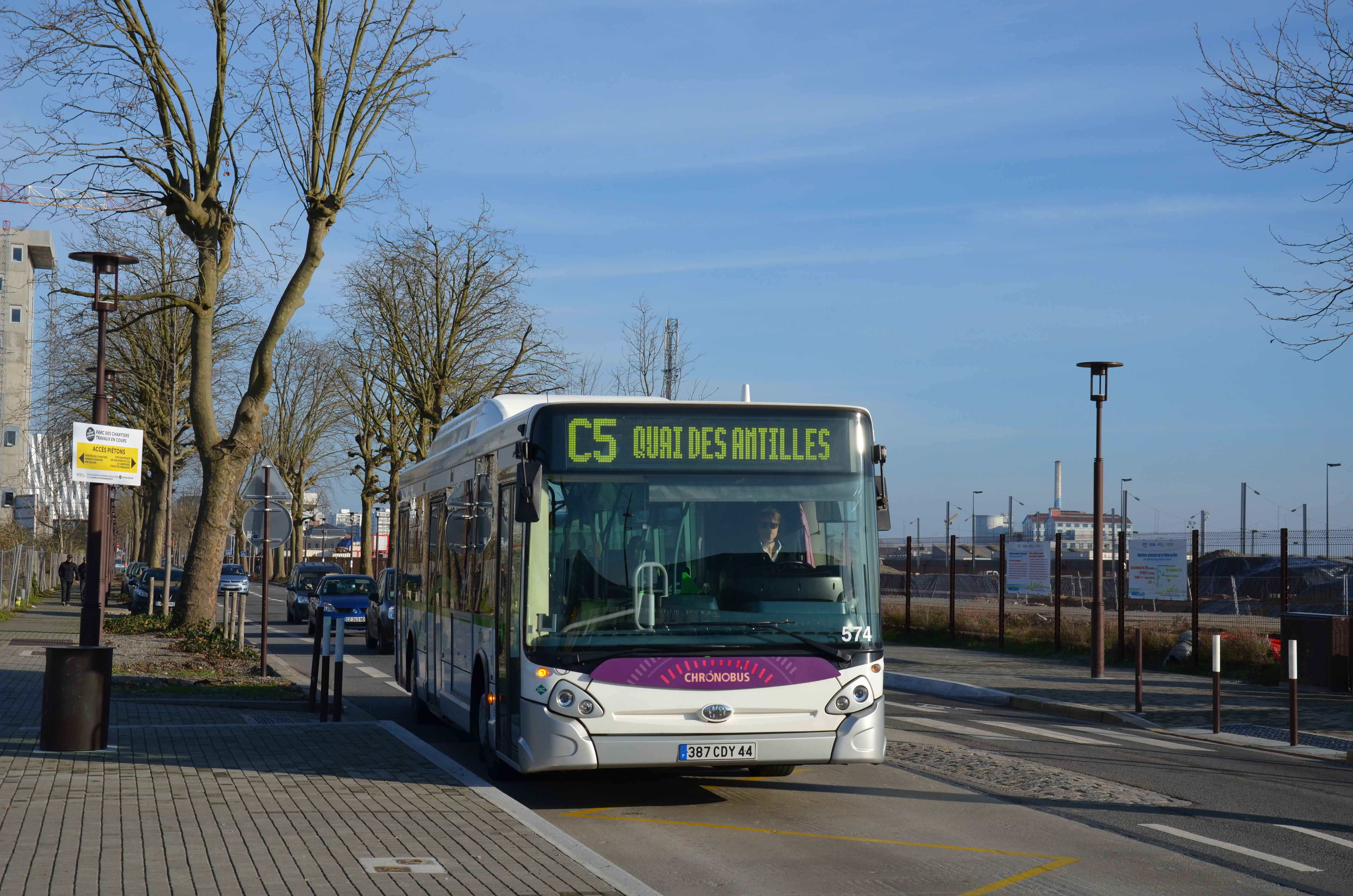
Un Heuliez GX 327 GNV sur la ligne C5 habillé de la livrée spécifique aux lignes « Chronobus ».

Néanmoins, une réflexion sur la mise en place de nouvelles lignes labellisées et disposant d'un haut niveau de service est également portée. Ainsi, le label « Chronobus » est créé en septembre 2003 avec la labellisation de la ligne 32 (actuelle ligne C2), puis de la ligne 25 en 2004 (actuelle ligne C20) et la ligne 86 à la rentrée 2007.
Le 20 mars 2009, le conseil communautaire de Nantes Métropole a débattu sur l'évolution de l'offre de transport collectif, avec notamment la création de lignes de bus structurantes baptisées « Chronobus » qui seraient complémentaires au tramway et au Busway. Ces nouvelles lignes permettraient de poursuivre le développement du réseau tout en créant une hiérarchisation du réseau avec d'abord les lignes armatures de tramway et de Busway, puis les lignes Chronobus et enfin une desserte plus fines des lignes de bus classiques. Les lignes Chronobus seraient donc un système intermédiaire entre les lignes armatures et les lignes de bus classiques. La mise en œuvre de ces nouvelles lignes est définitivement voté le 9 avril 2010.
Le 1er octobre 2012, les quatre premières lignes Chronobus « nouvelle génération » sont mises en service et reprennent des tracés de lignes ayant une fréquentation élevée (la rationalisation de l'offre du réseau lancée en 2009 permet également d’optimiser l’offre sur ces nouvelles lignes). Ces nouvelles lignes disposent d'une grande amplitude horaire (de 5 heures à minuit en continu, tous les jours de l'année sauf le 1er mai) et d'une fréquence soutenue notamment en heure de pointe (avec un bus toutes les 5 à 8 minutes). Des aménagements sur la voirie permettent également de faciliter la tenue des horaires et le gain de rapidité, avec notamment la mise en place d'un système de « Nouvelle prise en compte aux feux » (ou NPCF) qui permet de faciliter le passage des bus aux carrefours à feux grâce à un système de radio courte portée, ou la création de sites propres.
D'autres lignes Chronobus « nouvelle génération » sont ensuite mises en service (trois en 2013 et deux en 2018) et permettent d'améliorer le niveau de service sur certaines parties du réseau.

### Refonte du secteur sud-ouest en 2021
Une refonte du secteur sud-ouest (notamment la desserte de Bouguenais, Saint-Aignan-de-Grand-Lieu, Bouaye, Brains et Saint-Léger-les-Vignes) a eu lieu lors de la rentrée 2021 du réseau TAN. Une nouvelle ligne numérotée 38 a été créée et relie le pôle d'échanges Greneraie à l'aéroport de Nantes-Atlantique en reprenant l'itinéraire complet de la ligne 48 (qui est supprimée) et l'itinéraire de la ligne 98 entre l'aéroport et Greneraie. Cette dernière est alors limitée à Neustrie puis prolongée à Brains et Saint-Léger-les-Vignes, en remplacement de la ligne 68 (elle aussi supprimée) et des deux branches correspondantes de la ligne 88. Cette dernière enfin, part toujours de Neustrie et emprunte un nouveau tracé via le terminus Croix Jeanette de la ligne 36 pour retourner vers Bouaye et former deux branches (une via la gare en heure de pointe et l'autre reprenant l'ancien tracé en heure creuse) avant de repartir vers le nord pour rejoindre le nouveau terminus Château d'Aux à La Montagne.
Également, une nouvelle ligne scolaire numérotée 118 relierait directement Saint-Léger-les-Vignes et Brains au pôle d'échanges Pirmil, en compensation de la suppression de l'accord avec la région concernant l'utilisation des lignes 301 et 303 du réseau Aléop avec un titre de transport TAN.
Ce projet permet de répondre au développement de l'urbanisation de ce secteur, et de la demande de liaisons inter-communales notamment vers la gare de Bouaye. Les prolongements de la ligne 98 vers Saint-Léger-les-Vignes et Brains permet également de créer une offre de desserte de ces communes le dimanche.
Pour la rentrée 2021, une amélioration de l'offre sur les lignes E1 (avec ajout de courses supplémentaires le matin et le soir) et 28 (avec amélioration de la fréquence), une modification du tracé de nuit de la ligne 91 (qui desservirait la commune d'Indre), et un ajustement de l'offre en jour bleu sur la ligne 11 (passage de la fréquence à 15/16 minutes au lieu de 13/14 minutes) est également prévu.

## Le réseau actuel

### Aperçu général

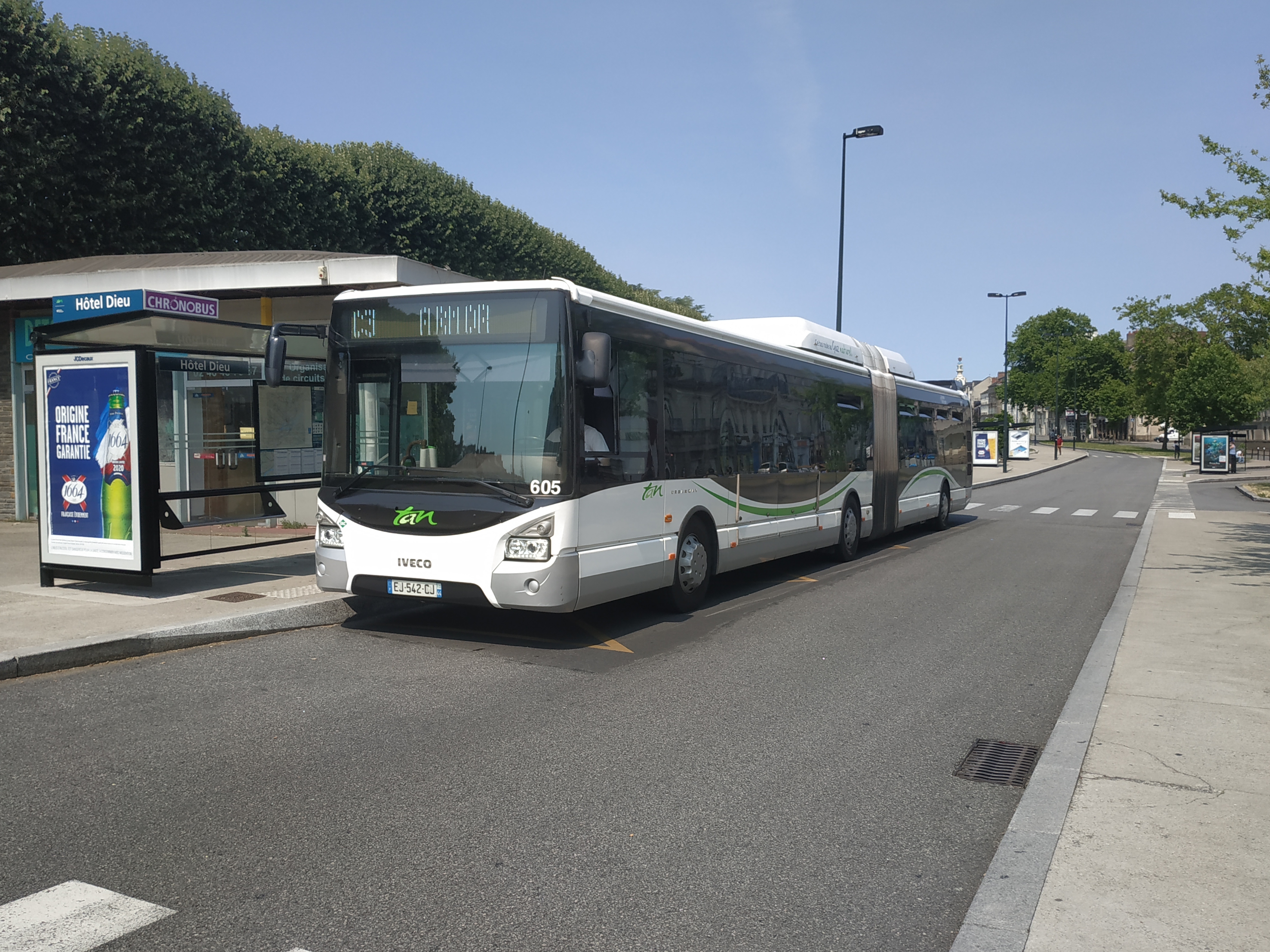
Un Iveco Urbanway 18 GNV sur la ligne Chronobus 3 (ou « C3 »).

Le réseau d'autobus de Nantes est actuellement constitué de 64 lignes de bus et services sur demande, dont :
- huit lignes dites « Chronobus » (des lignes bénéficiant d'un niveau de service plus élevé que les lignes régulières classiques, et desservent l'agglomération de 4 h 50 à minuit, et jusqu'à 3 h 10 les vendredis et samedis soir) ;
- 48 lignes de bus régulières (dont 39 lignes classiques, 4 lignes dites « Express », une navette Aéroport, une navette évènementielle et trois circuits internes à La Chapelle-sur-Erdre) ;
- 4 lignes nocturnes dites « Luciole » fonctionnant dans la nuit du jeudi au vendredi et du samedi au dimanche ;
- 4 services de transport à la demande (un service « Proxitan » pour les personnes à mobilité réduite couvrant l'ensemble de l'agglomération, et trois services de transport à la demande sur trois communes).

Des services de desserte scolaire viennent également apporter une desserte complémentaire via des lignes de bus ou des cars scolaires sur inscription.
Le réseau est desservi tous les jours (sauf le 1er mai) à partir de 4 h 50. Le soir, la plupart des lignes de bus s'arrêtent entre 21 h 0 et 22 h 0 mais sept lignes régulières assurent un service nocturne jusqu'à 1 h 10 (et jusqu'à 3 h 10 les vendredis et samedis soir) : les lignes Chronobus (sauf la ligne C20 qui s'arrête tous les jours à 23 h 0) et les lignes régulières 28, 36, 85, 86, 89 et 91.
Le niveau de service des lignes de bus dépendent du calendrier TAN, un calendrier composé de couleurs permettant d'indiquer le niveau de service en fonction des jours (jour de semaine, jour férié, week-end...).

### Numérotation des lignes
À la suite des réorganisations successives du réseau au fil du temps, la numérotation des lignes régulières avait perdu de sa lisibilité auprès des usagers. Le 26 août 2013, une refonte de la numérotation a été engagée dans ce sens afin de redonner de la cohérence à cette numérotation, et devait s'étaler sur une période de quatre ans.
Le principe de cette renumérotation est le suivant :
- les lignes numérotées de 1 à 9 sont dévolues aux tramways et Busways ;
- les lignes numérotées de C1 à C20 désignent les Chronobus ;
- les lignes terminant par 0 sont des lignes dites « lignes de rocade », et effectuent des dessertes inter-quartier en évitant le centre-ville de Nantes (la C20 en fait partie) ;
- les lignes numérotées de 11 à 29 rallient le centre-ville de Nantes ;
- les lignes numérotées de 31 à 39 desservent exclusivement le sud-Loire ;
- les lignes numérotées de 41 à 49 et 51 à 59 n'ont pas de secteur défini ;
- les lignes numérotées de 61 à 68, dites « lignes navettes », désignent des lignes ayant un rôle éponyme (leur numéro se termine par le chiffre du secteur correspondant) ;
- les lignes numérotées de 69 à 99, dites « lignes périphériques », rallient les différentes communes de l'agglomération selon un système de zonage[12]. Ainsi (inclus aussi les lignes 61 à 68, et dans la mesure du possible les 11 à 29, 31 à 39, 41 à 49 et 51 à 59), les lignes dont le numéro se termine par le chiffre :
  - 1 desservent Saint-Herblain, Couëron et Indre ;
  - 2 desservent Basse-Goulaine ;
  - 3 desservent Rezé, Bouguenais, Saint-Aignan de Grand-Lieu et Les Sorinières ;
  - 4 desservent Saint-Sébastien-sur-Loire et Vertou ;
  - 5 desservent Carquefou ;
  - 6 desservent La Chapelle-sur-Erdre ;
  - 7 desservent Sainte-Luce-sur-Loire, Thouaré-sur-Loire, Mauves-sur-Loire et Le Cellier[Note 1] ;
  - 8 desservent Le Pellerin, Saint-Jean-de-Boiseau, Brains, La Montagne, Bouaye et Saint-Léger-les-Vignes ;
  - 9 desservent Orvault et Sautron.
- les lignes numérotées de E1 à E9 désignent les « lignes Express » (le chiffre est choisi en fonction du système de zonage développé ci-dessus) ;
- les lignes numérotées de 101 à 199 désignent les « lignes scolaires » accessibles à tous, qui sont assurées par des bus, et qui circulent uniquement en période scolaire (le dernier chiffre est choisi en fonction du système de zonage développé ci-dessus)[3] ;
- les lignes numérotées de 201 à 599 désignent les « circuits scolaires » assurées par des cars et accessibles uniquement aux élèves inscrits au préalable[13].

Après la renumérotation de nombreuses lignes (notamment avec le lancement progressif des lignes Chronobus), certaines restaient néanmoins avec un numéro incohérent par rapport à leur secteur géographique (les lignes 33, 36 ou 54 par exemple). La renumérotation devait donc se poursuivre à la rentrée 2021 mais a été finalement repoussée à une date ultérieure.

### Parcs relais
Le réseau de bus de Nantes dispose de 8 parcs relais, sur les 62 parcs relais que compte le réseau TAN au total. Certains disposent d'un contrôle d'accès (avec une tarification spécifique aux parcs relais, ou un accès gratuit à ceux-ci pour les abonnés Libertan), et d'autres sont accessibles 24h/24 et 7j/7 librement. Ces parkings sont gérés par la société d'économie mixte Nantes Gestion Équipements (NGE).
Le parc relais Duguay Trouin a été ouvert fin 2018, après le prolongement de la ligne C3 jusqu'à Armor.

### Fréquentation
La fréquentation du réseau de bus est en hausse régulière depuis 2011, après une légère baisse en 2010.
Les lignes Chronobus ont également une rubrique dédiée à leur fréquentation (les chiffres ci-dessous représentant la fréquentation globale des lignes de bus du réseau, lignes Chronobus incluses).
| Année                                   | 2009 | 2010 | 2011 | 2012 | 2013 | 2014 | 2015 | 2016 | 2017 |
| Nombre de voyages annuels (en millions) | 41,8 | 40,4 | 42,3 | 43,9 | 46,2 | 48,5 | 51,0 | 52,5 | 55,4 |

Les chiffres ci-dessous correspondent à la fréquentation du réseau bus hors lignes Chronobus.
| Année                                 | 2018    | 2019    |
| Nombre de voyages par jour en semaine | 123 000 | 128 853 |

## Matériel roulant
Le parc d'autobus du réseau TAN est constitué d'environ 550 véhicules. La flotte de véhicules est majoritairement composée de bus roulant au GNV qui constituent pratiquement l'ensemble du parc de la SEMITAN. Les parcs des sous-traitants sont quant à eux constitués de véhicules diesel, mais quelques véhicules GNV ont été livrés depuis fin 2019.
Les bus du réseau arborent deux drapeaux français au-dessus de leur pare-brise à certains jours de l'année : le 8 mai (pour commémorer le 8 mai 1945), le 9 mai (Journée de l'Europe, un drapeau français est remplacé par un drapeau européen), le 14 juillet (Fête nationale française), le 12 août (libération de la ville de Nantes en 1944) et le 11 novembre (Armistice de 1918).

### Parc de la Semitan

#### Histoire

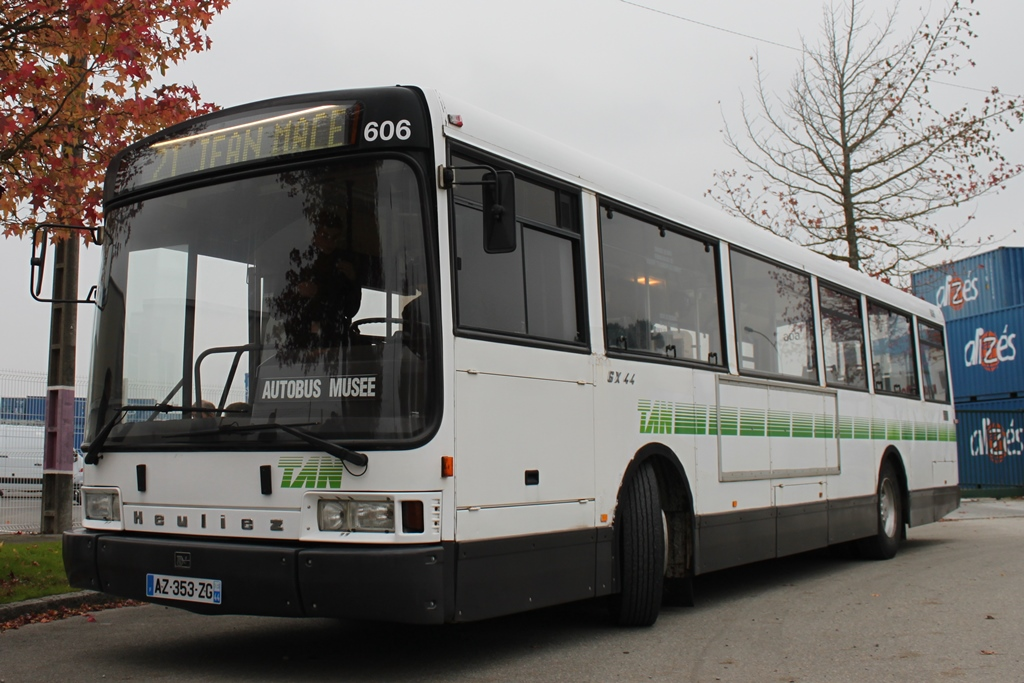
Un des Heuliez GX 44 sur châssis Mercedes.

En 1986, peu après le lancement de la première ligne de tramway, la SEMITAN se lance dans le renouvellement de son parc de véhicules en créant une opération un peu particulière appelée « Opération GX 44 » consistant à remplacer la carrosserie d'Heuliez O 305 et Mercedes-Benz O 305 par celle d'Heuliez GX 107 tout en conservant le châssis et le moteur Mercedes, pour ainsi faire un Heuliez GX 44 (GX pour le nom de la gamme d’autobus Heuliez, et 44 pour le numéro du département de la Loire-Atlantique). Cette opération a été effectuée par les usines Heuliez Bus de mars 1986 à 1991, et a permis d'augmenter la durée de vie de 189 véhicules de 8 à 13 ans (179 pour la SEMITAN et Transdev CTA, et 10 pour d'autres réseaux), tout en économisant environ 65 millions de Francs par rapport à l'achat de véhicules neufs.
En 1995, les premiers autobus à plancher bas du réseau, des Heuliez GX 317, sont livrés et permettent aux personnes à mobilité réduite de monter à bord grâce à une palette qui se déploie au niveau de la deuxième porte.
Le premier bus roulant au GNV du réseau, un Heuliez GX 217 GNV, est arrivé fin 1997 à Nantes puis a effectué des tests en janvier 1998 sur les lignes 11, 21 et 56 afin de faire découvrir aux usagers et aux conducteurs ce nouveau véhicule,.
En 2011, trois Heuliez GX 317 GNV sont équipés d'un nouveau système d'injection puisque celui d'origine subissait plusieurs défauts, notamment au niveau d'un capteur, pouvant entraîner la casse du moteur. La SEMITAN a donc voulu réduire les coûts supplémentaires causés par ces pannes à répétition en collaborant en 2008 avec le Centre de recherche en machines thermiques (CRMT) basé à Lyon, afin d'élaborer et d'essayer ce nouveau dispositif avant de l'installer sur trois bus test. Les autres GX 317 GNV ont reçu ce système à partir de 2012 et le dernier à en être équipé a été remis en circulation le 15 mars 2014. L'investissement total pour cette opération a été de deux millions d'euros étalés sur 18 mois, pouvant générer une économie de quatre millions d'euros grâce à la baisse des coûts de maintenance (une baisse de 10 à 15% des pannes a été constaté) et permettant également d'augmenter la durée de vie de ces bus,. Par ailleurs, cette opération a également permis de changer la norme d'émission de ces véhicules (passant d'euro 3 à euro 4) et de les réimmatriculer.
En janvier 2013, trois Heuliez GX 427 Hybride sont livrés à la SEMITAN afin d'expérimenter une nouvelle technologie hybride diesel/électrique. Trois Heuliez GX 437 Hybride furent livrés par la suite en 2015 mais la SEMITAN n'acheta pas d'autres véhicules de ce type, préférant se concentrer sur les véhicules roulant au GNV. Les six véhicules hybrides roulent donc sur les lignes du dépôt du Bêle depuis leur mise en service,.
En novembre 2016, le premier Iveco Urbanway 18 GNV du réseau arrive sur Nantes et est présenté aux élus et à la presse. Cet autobus est le premier d'une série de 80 unités qui permettront de renouveler le parc de la SEMITAN en réformant notamment les Heuliez GX 217 GNV et les Volvo 7000A GNV ainsi que d'autres bus diesel (Heuliez GX 317 et Heuliez GX 417). Les 79 autres Urbanway 18 GNV ont été livrés en 2017, et d'autres tranches ont été commandés au cours du temps amenant le parc de véhicules à 150 unités aujourd'hui,.
Le 21 mars 2022, le premier Iveco Urbanway 12 GNV est mis en service sur la ligne 97. Il fait partie d'une série de 74 unités qui permettront de remplacer progressivement les Heuliez GX 317 GNV qui arrivent en fin de vie. Des problèmes de portes sont néanmoins détectés sur ces véhicules, obligeant la SEMITAN à les arrêter temporairement entre le 12 et le 31 août 2022 et à exploiter sur cette période certaines lignes (équipées normalement en bus standards avec notamment des Urbanway 12 GNV) en bus articulés.

#### Parc de véhicules
Le tableau ci-dessous donne un aperçu des véhicules de la SEMITAN en circulation sur le réseau.

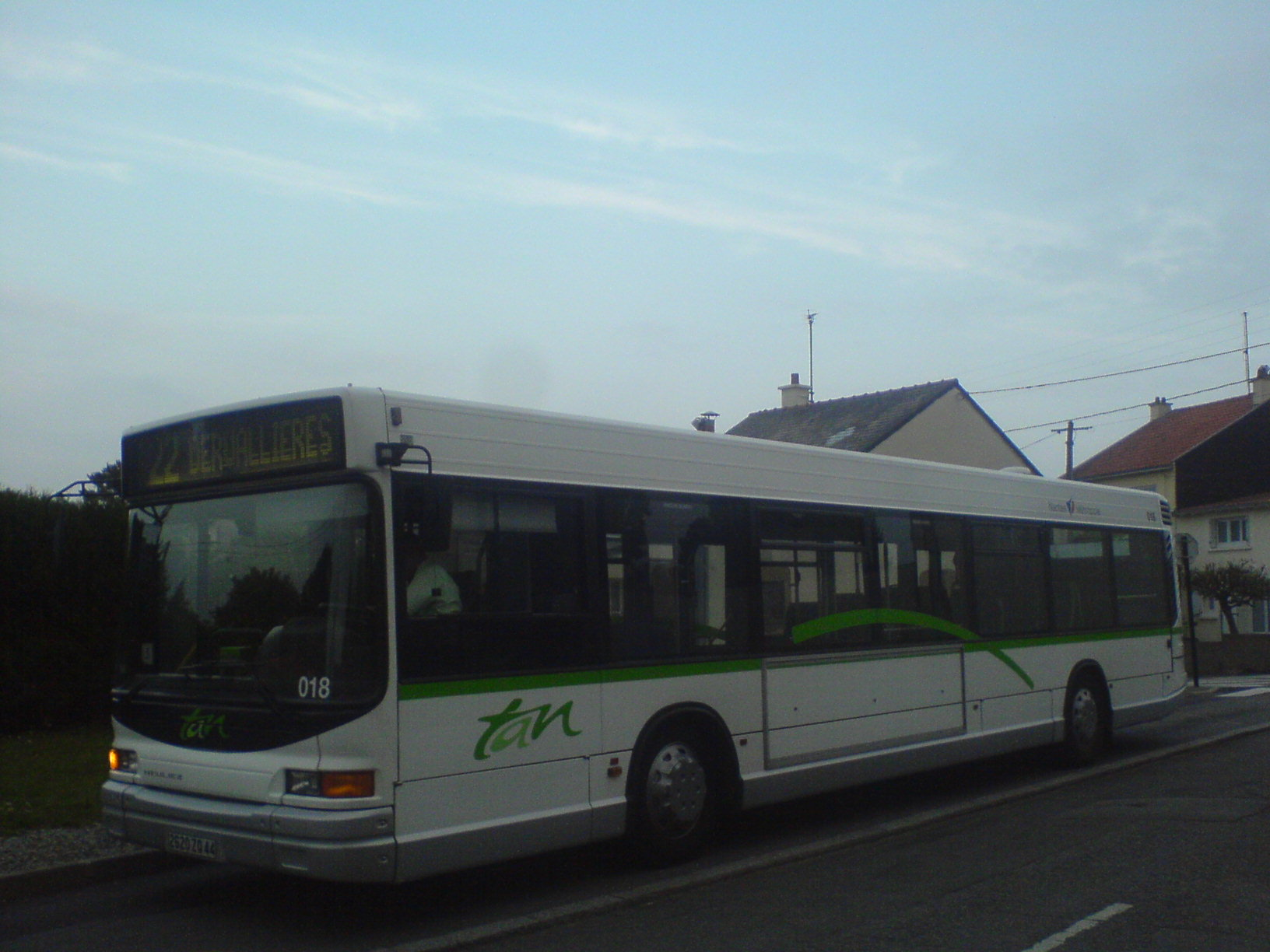
Heuliez GX 317
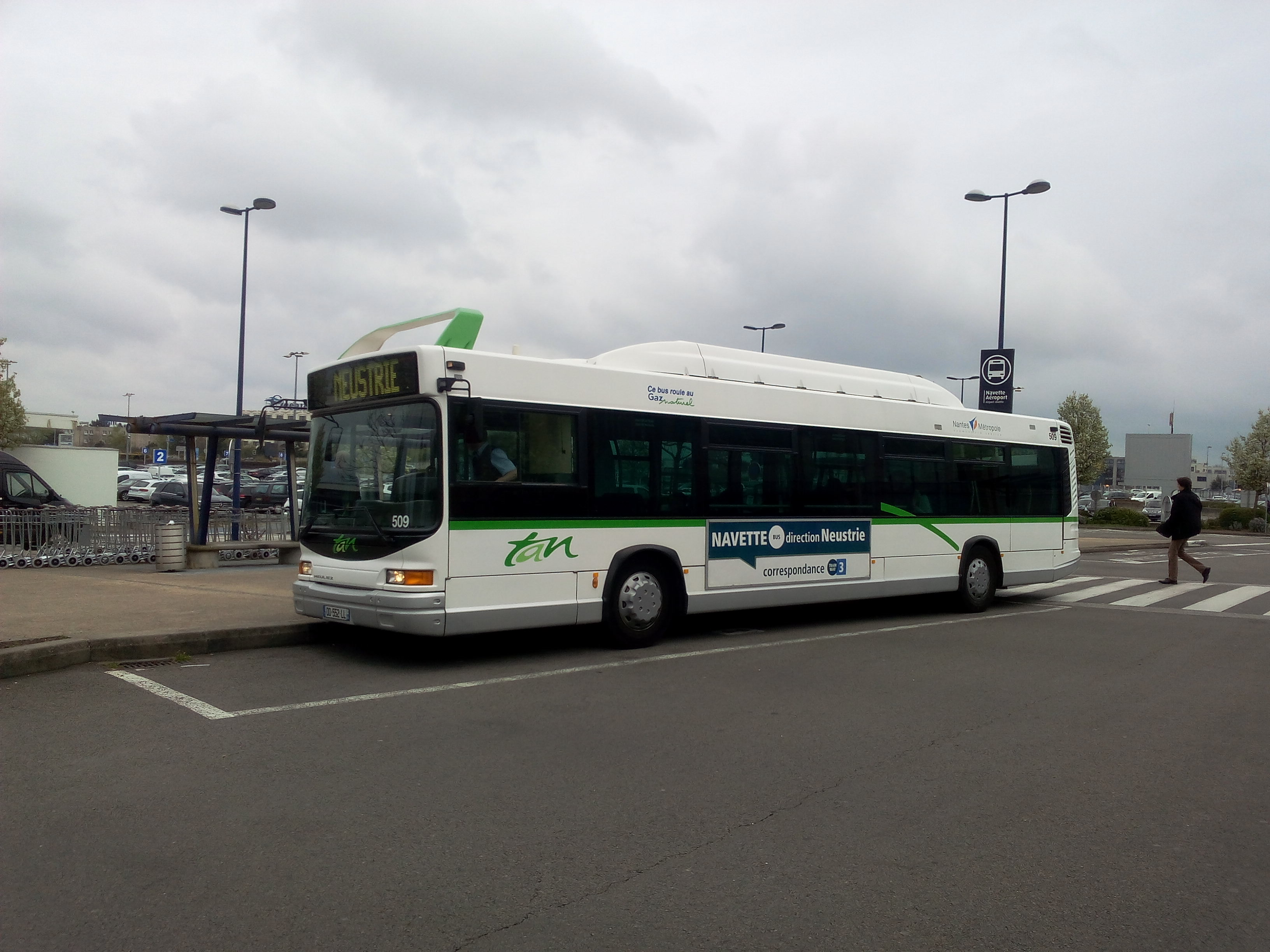
Heuliez GX 317 GNV
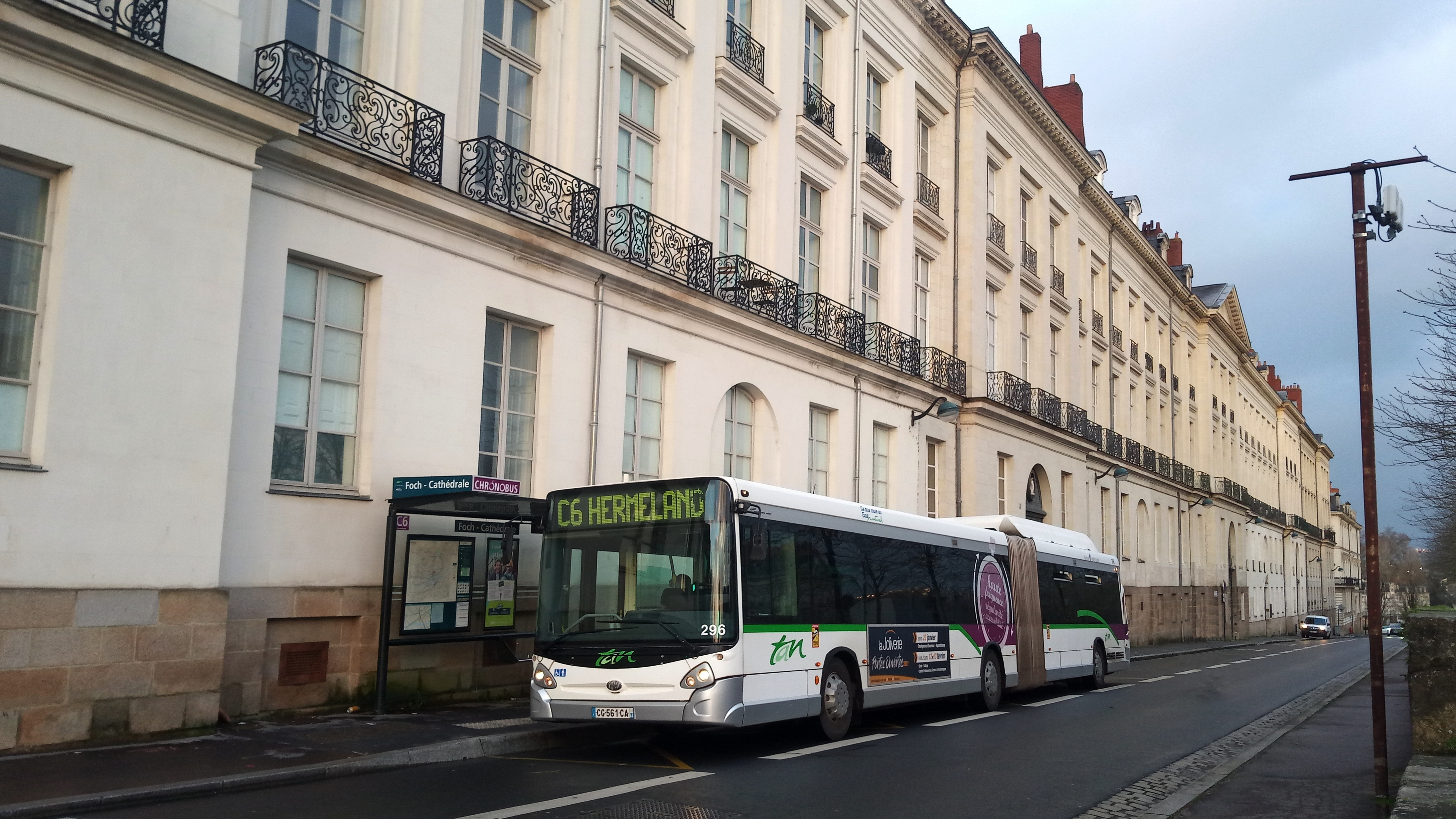
Heuliez GX 427 GNV
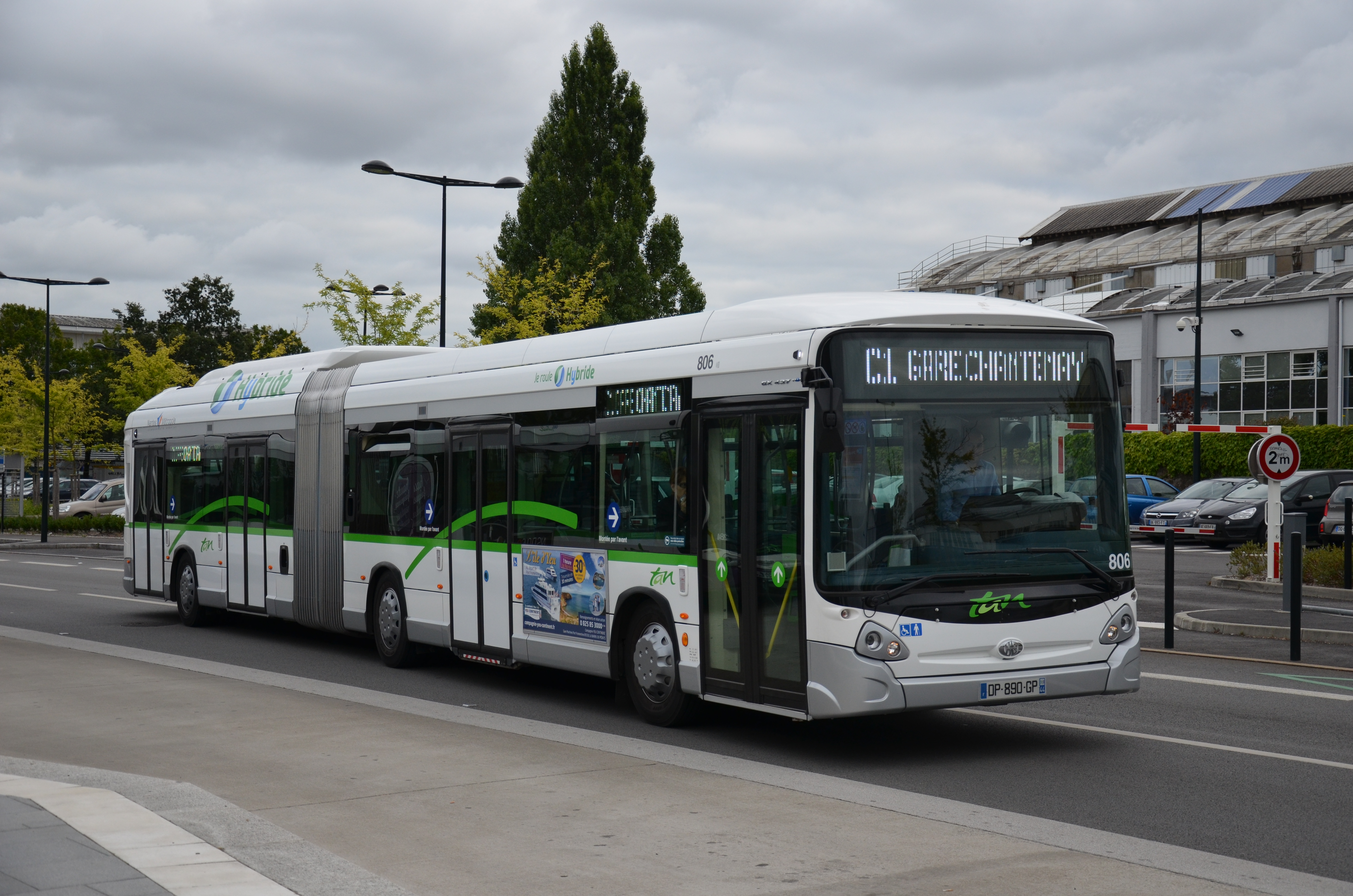
Heuliez GX 437 HYB
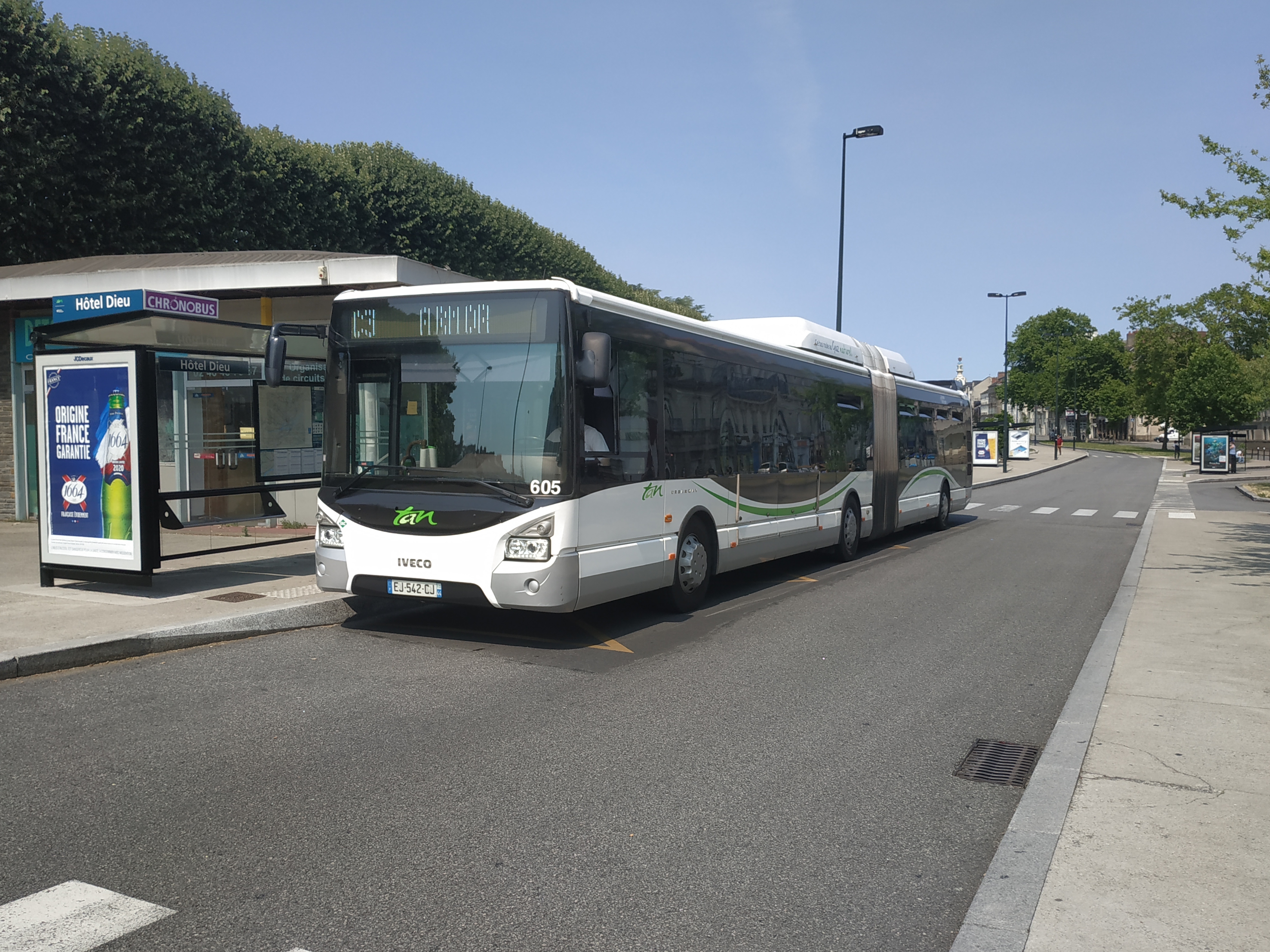
Iveco Urbanway 18 GNV

| Modèle                                   | Nb unités | Numéros | MES sur le réseau                           | Informations | Affectations | Dépôts                          |
| ---------------------------------------- | --------- | --- | ------------------------------------------- | --- | --- | ------------------------------- |
| Bus standards (175)                      |           | |                                             | | |                                 |
| Heuliez GX 317 GNV                       | 34        | 431, 441, 469, 473, 474, 482, 523 à 526, 529, 532, 533, 534, 536, 538, 539, 541, 542, 544 à 553, 554 à 558, 560 | 2002 - 2004                                 | Les 431 et 441 sont des bus école. Le 431 a une livrée spéciale Prototype TAN 2003. Les 433, 434, 436 à 440 et 442 à 444 ont été rachetés par le réseau Mistral en 2020. Le 466 est victime d'un incendie en 2020. Série en cours de réforme.                                                            | C7 11 12 26 30 36 38 50 54 86 97 LN LO LS 192 Jours jaune, violet et blanc : 10 23 Dimanches et nuit : 85 Exploitation provisoire : 69 98 | Bêle Saint-Herblain Trentemoult |
| Heuliez GX 327 GNV                       | 26        | 561 à 586 | 2006 - 2008                                 | Le 569 a une livrée spéciale Les 100 ans du Jazz à Nantes. Le 586 est un bus école. | C7 11 12 50 54 86 LN LO Jours jaune, violet et blanc : 10 23 Dimanches et nuit : 85 Exploitation provisoire : 69                          | Bêle Saint-Herblain             |
| Iveco Urbanway 12 GNV                    | 74        | 001 à 074 | 2022 - 2023                                 | | C7 11 12 26 30 36 38 50 54 86 97 LN LO LS 192 Jours jaune, violet et blanc : 10 23 Dimanches et nuit : 85 Exploitation provisoire : 69 98 | Bêle Saint-Herblain Trentemoult |
| Iveco Urbanway 12 GNV Hybrid             | 41        | 075 à 115 | 2023                                        | Série en cours de livraison. | C7 11 12 26 30 36 38 50 54 86 97 LN LO LS 192 Jours jaune, violet et blanc : 10 23 Dimanches et nuit : 85 Exploitation provisoire : 69 98 | Bêle Saint-Herblain Trentemoult |
| Bus articulés (222)                      |           | |                                             | | |                                 |
| Heuliez GX 427 GNV                       | 37        | 264 à 300 | 2009 - 2012                                 | Le 264 est un ex-démonstration qui a été présenté à l'usine Heuliez Bus en 2008 puis sur différents réseaux, avant son arrivée à Nantes à l'été 2009. Le 294 a une livrée spéciale Les Chemins de l'École.                                                                                               | C1 C2 C3 C4 C6 C7 C9 C20 10 23 50 54 85 86 LC 192 Exploitation provisoire : 69                                                            | Bêle Saint-Herblain Trentemoult |
| Heuliez GX 427 HYB                       | 3         | 801 à 803 | 2013                                        | | C1 C6 C7 10 23 85 86 | Bêle                            |
| Heuliez GX 437 HYB                       | 3         | 804 à 806 | 2015                                        | | C1 C6 C7 10 23 85 86 | Bêle                            |
| Mercedes-Benz Citaro G GNV               | 20        | 250 à 263, 731 à 736                                                                                            | 2006 (pour 250 à 263) 2013 (pour 731 à 736) | Les 731 à 736 proviennent du réseau Divia (mis en service en janvier 2007). | C4 C9 LC | Trentemoult                     |
| Mercedes-Benz Citaro G GNV Facelift      | 4         | 727 à 730 | 2013                                        | Ces véhicules proviennent du réseau Divia (mis en service en janvier 2008). | C4 C9 LC | Trentemoult                     |
| Mercedes-Benz Citaro G GNV Facelift BHNS | 5         | 721, 722, 724 à 726                                                                                             | 2013                                        | Le 726 a une livrée spéciale Agadir. Les 721, 722 et 724 ont été acquis au départ pour assurer des services supplémentaires sur la ligne 4, mais ils ont quitté la ligne et changé de livrée avec l'arrivée des Hess lighTram. Ces véhicules proviennent du réseau Divia (mis en service en avril 2008). | C4 C9 LC | Trentemoult                     |
| Iveco Urbanway 18 GNV                    | 150       | 601 à 695, 741 à 795                                                                                            | 2016 - 2021                                 | | C1 C2 C3 C6 C7 C20 10 23 50 54 85 86 Exploitation provisoire : 69                                                                         | Bêle Saint-Herblain             |

### Parc des sous-traitants
Les tableaux ci-dessous donnent un aperçu des véhicules des entreprises sous-traitantes en circulation sur le réseau.

#### Keolis Atlantique
| Modèle                        | Nb unités | Numéros                                                       | MES sur le réseau                                                                        | Informations | Affectations | Dépôts |
| ----------------------------- | --------- | ------------------------------------------------------------- | ---------------------------------------------------------------------------------------- | --- | --- | ------ |
| Bus standards (52)            |           |                                                               |                                                                                          | | |        |
| Mercedes-Benz Citaro          | 2         | 1073, 1074                                                    | 2017                                                                                     | Ces véhicules proviennent du réseau STAC (mis en service en avril et mai 2006). | Autobus de Nantes · Liste des lignes de bus de Nantes · Liste des lignes de bus de Nantes · Liste des lignes de bus de Nantes · Liste des lignes de bus de Nantes · Liste des lignes de bus de Nantes | Nantes |
| Mercedes-Benz Citaro Facelift | 20        | 1045, 1049, 1050, 1052 à 1054, 1057 à 1062, 1084 à 1089, 1091 | 2008 (pour 1045 à 1052) 2013 (pour 1053 à 1062) 2019 (pour 1084 à 1089) 2022 (pour 1091) | Les 1084 à 1086 proviennent du réseau TPG (mis en service en février 2010), les 1087 à 1089 proviennent du réseau STAR (mis en service en décembre 2010), et le 1091 provient du réseau CmonBus (Chaumont). | 75 77 80 87 95 E5 | Nantes |
| Mercedes-Benz Citaro C2       | 2         | 1071, 1090                                                    | 2015 - 2020                                                                              | Le 1090 dispose d'une assistance électrique au démarrage « Mild-Hybrid ». | 75 77 80 87 95 E5 | Nantes |
| Irisbus Crossway LE City      | 4         | 1055, 1056, 1063, 1064                                        | 2013                                                                                     | | E5 | Nantes |
| Irisbus Citelis 12            | 6         | 1078 à 1083                                                   | 2019                                                                                     | Ces véhicules proviennent d'un autre réseau : le 1078 vient du réseau Ales'y (mis en service en mai 2007) et les 1079 à 1083 viennent du réseau Sibra (mis en service en mai 2007 et avril 2008).           | 67 75 77 80 87 95 E5 | Nantes |
| Anadolu Isuzu Citibus         | 2         | 1004, 1005                                                    | 2020                                                                                     | | 67 | Nantes |
| Setra S 315 NF                | 2         | 1042, 1043                                                    | 2006                                                                                     | | 67 | Nantes |
| MAN Lion's City A21 GNV       | 13        | 1100 à 1112                                                   | 2020 - 2021                                                                              | | 75 87 95 | Nantes |
| Iveco Urbanway 12 GNV         | 1         | 1130                                                          | 2023                                                                                     | | 95 | Nantes |

#### Transports Brodu

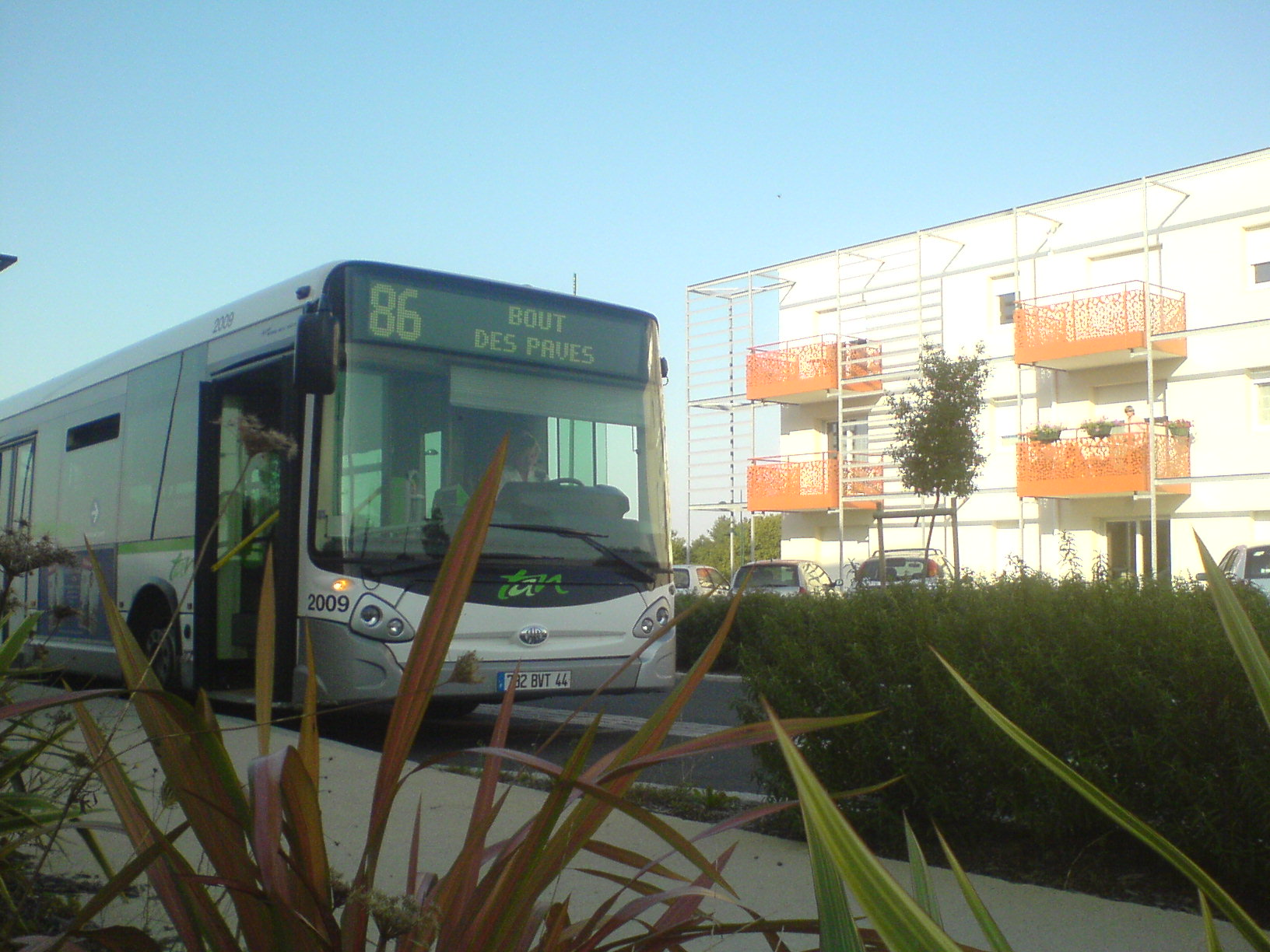
Heuliez GX 327

| Modèle                   | Nb unités | Numéros                      | MES sur le réseau | Informations | Affectations   | Dépôts                   |
| ------------------------ | --------- | ---------------------------- | ----------------- | --- | -------------- | ------------------------ |
| Bus standards (27)       |           |                              |                   | |                |                          |
| Heuliez GX 327           | 10        | 2009 à 2018                  | 2006 - 2010       | Le 2010 a été récupéré par le transporteur Brodu par Quérard en 2021 pour l'exploitation des lignes 105 et 135 qui le stocke au dépôt du Louroux-Bottereau. | 96 105 135     | Grandchamp-des-Fontaines |
| Heuliez GX 337           | 5         | 2019, 2021, 2022, 2024, 2025 | 2015 - 2017       | | 79 96          | Grandchamp-des-Fontaines |
| Irisbus Crossway LE City | 4         | 2031 à 2034                  | 2019              | Ces véhicules proviennent du réseau Aix en bus (mis en service en décembre 2011).                                                                           | 66 LCE LCN LCO | Grandchamp-des-Fontaines |
| Iveco Urbanway 12        | 1         | 2054                         | 2021              | Ce véhicule provient du réseau de navettes internes de Disneyland Paris (mis en service en juillet 2014).                                                   | 79             | Grandchamp-des-Fontaines |
| MAN Lion's City A21 GNV  | 7         | 2035 à 2040, 2055            | 2020              | | 89             | Grandchamp-des-Fontaines |

#### Voyages Quérard
| Modèle                        | Nb unités | Numéros     | MES sur le réseau                         | Informations                                                                                | Affectations | Dépôts                    |
| ----------------------------- | --------- | ----------- | ----------------------------------------- | ------------------------------------------------------------------------------------------- | ------------ | ------------------------- |
| Bus standards (20)            |           |             |                                           |                                                                                             |              |                           |
| Heuliez GX 337                | 2         | 2020, 2023  | 2015 - 2016                               |                                                                                             | 33 40        | Bouguenais                |
| Mercedes-Benz Citaro Facelift | 3         | 5041 à 5043 | 2009 (pour 5041 et 5042) 2012 (pour 5043) | Le 5043 provient du parc de l'Aéroport Marseille-Provence (mis en service en juillet 2007). | 27 33 40 42  | Bouguenais Les Sorinières |
| Mercedes-Benz Citaro C2       | 5         | 2046 à 2050 | 2020                                      |                                                                                             | 27           | Les Sorinières            |
| Setra S 415 LE Business       | 3         | 2051 à 2053 | 2020                                      |                                                                                             | 40           | Bouguenais                |
| MAN Lion's City A37           | 2         | 5044, 5045  | 2013                                      |                                                                                             | 33 40        | Bouguenais                |
| MAN Lion's City A21 GNV       | 5         | 2041 à 2045 | 2020                                      |                                                                                             | 42           | Les Sorinières            |

#### Voyages Lefort
| Modèle             | Nb unités | Numéros           | MES sur le réseau | Informations | Affectations | Dépôts |
| ------------------ | --------- | ----------------- | ----------------- | --- | ------------ | ------ |
| Bus standards (17) |           |                   |                   | |              |        |
| Iveco Urbanway 12  | 11        | 3001 à 3010, 3017 | 2020 - 2022       | | 28 47 60 E4  | Vertou |
| Irisbus Citelis 12 | 6         | 3011 à 3016       | 2019              | Ces véhicules proviennent du réseau de navettes internes de Disneyland Paris (mis en service de juin à novembre 2013). | 47 E4        | Vertou |

#### Transdev STAO PL 44
| Modèle                           | Nb unités | Numéros                 | MES sur le réseau                                               | Informations | Affectations                                                                              | Dépôts                     |
| -------------------------------- | --------- | ----------------------- | --------------------------------------------------------------- | --- | ----------------------------------------------------------------------------------------- | -------------------------- |
| Bus standards (83)               |           |                         |                                                                 | |                                                                                           |                            |
| Heuliez GX 327                   | 3         | 9023 à 9025             | 2017 - 2020                                                     | Ces véhicules proviennent d'un autre réseau : le 9023 vient du service aéroportuaire de Roissy (mis en service en octobre 2009) et les 9024 et 9025 viennent du réseau Move (Mobilité en Vendômois) (mis en service en juin 2008). | E8                                                                                        | La Montagne                |
| Mercedes-Benz Citaro             | 5         | 7031, 7033, 9058, 9062  | 2004 - 2006 (pour 7031 et 7033) 2014 - 2016 (pour 9058 et 9062) | Le 9058 provient du réseau TIC (mis en service en octobre 2005) et le 9062 proviennent du réseau Distribus (mis en service respectivement en juillet 2003 et février 2004).                                                        | 78 E8                                                                                     | La Montagne                |
| Mercedes-Benz Citaro Facelift    | 20        | 9038 à 9057             | 2008 - 2012                                                     | | 59 69 78 88 98 E8                                                                         | La Montagne Couëron Nantes |
| Mercedes-Benz Citaro C2          | 9         | 9059, 9060, 9101 à 9107 | 2015 - 2019                                                     | | 71 78 91 98                                                                               | La Montagne Couëron        |
| Mercedes-Benz Citaro LE Facelift | 2         | 9035, 9036              | 2007                                                            | | 88 E8                                                                                     | La Montagne                |
| Setra S 315 NF                   | 1         | 9033                    | 2006                                                            | | Autobus de Nantes · Liste des lignes de bus de Nantes · Liste des lignes de bus de Nantes | Nantes                     |
| Setra S 415 NF                   | 1         | 9063                    | 2019                                                            | Ce véhicule a roulé sur les réseaux Zou ! (entre février 2013 et janvier 2018) et Lignes d'Azur (entre janvier et juin 2018). | E8                                                                                        | La Montagne                |
| MAN Lion's City A37              | 24        | 9072 à 9095             | 2010 - 2011                                                     | | 59 69 71 81 91 93 E1                                                                      | Couëron Nantes             |
| Scania Citywide LF GNV           | 18        | 9501 à 9518             | 2020 - 2021                                                     | | 59 69 81 91 93                                                                            | Nantes                     |
| Bus articulés (1)                |           |                         |                                                                 | |                                                                                           |                            |
| Heuliez GX 427                   | 1         | 9026                    | 2022                                                            | Ce véhicule provient du réseau de l'aéroport de Roissy (mis en service en octobre 2009). | Autobus de Nantes · Liste des lignes de bus de Nantes · Liste des lignes de bus de Nantes | La Montagne                |
| Minibus (1)                      |           |                         |                                                                 | |                                                                                           |                            |
| Mercedes-Benz Sprinter City 65   | 1         | Sans numéro             | 2022                                                            | Ce véhicule provient du réseau Brévibus de Saint-Brevin-les-Pins (mis en service en juillet 2014). | NBI                                                                                       | Couëron                    |

## Infrastructures

### Les arrêts
À Nantes, les arrêts de bus sont matérialisés par une aubette ou par un poteau d'arrêt.
Les aubettes sont pour la plupart des Abribus de l'entreprise JCDecaux. Ces Abribus ont remplacé d'anciennes aubettes de Clear Channel et d'Abri Services entre septembre 2017 et avril 2018 après le passage d'un appel d'offres début 2017 pour le renouvellement du marché du mobilier urbain de Nantes (détenu par Clear Channel de 2001 à 2017) et de Rezé, Saint-Sébastien-sur-Loire, Orvault, La Chapelle-sur-Erdre, Sautron et Saint-Herblain (détenu par Abri Services de 2006 à 2017). Après plusieurs couacs et retards en raison du nombre important de chantiers lancés en même temps (le chantier avait d'ailleurs pris un an de retard et s'était finalement terminé en 2019), près d'un millier d'abris ont été finalement remplacés, dont 591 rien que sur Nantes. Ce marché, passé pour vingt ans, permet à JCDecaux d'exploiter l'affichage publicitaire sur ces sept communes de l'agglomération et d’entretenir le mobilier urbain. Dans les autres communes de l'agglomération, les arrêts disposent d'abris de type « Altos » d'Abri Services.
Les poteaux d'arrêts sont tous semblables sur l'ensemble de l'agglomération et n'ont pas été remplacés lors du renouvellement du marché de 2017. Néanmoins, la signalétique a été revue avec de nouveaux stickers d'une plus grande taille indiquant les lignes desservant l'arrêt et leur destination. Cette ancienne signalétique avait elle-même remplacée un autre format de signalétique en 2009 (pour les aubettes) et au début de l'année 2010 (pour les bornes d'arrêt).
Chaque arrêt dispose d'un plan du réseau (géographique dans les aubettes, schématique aux poteaux d'arrêts), des fiches horaires des lignes desservant l'arrêt, du calendrier TAN indiquant le niveau de service, et de plusieurs supports publicitaires soit pour des campagnes promotionnelles du réseau, soit pour des entreprises privées.
Certains arrêts disposent d'un système d'information en temps réel indiquant les prochains passages et les éventuelles perturbations. Ce système est installé soit sur des poteaux à l'extérieur des aubettes, soit directement à l'intérieur des Abribus de JCDecaux (sous forme de Borne d'Information Voyageurs (BIV)). Certains Abribus disposent également de prises USB permettant aux usagers de recharger leur portable.

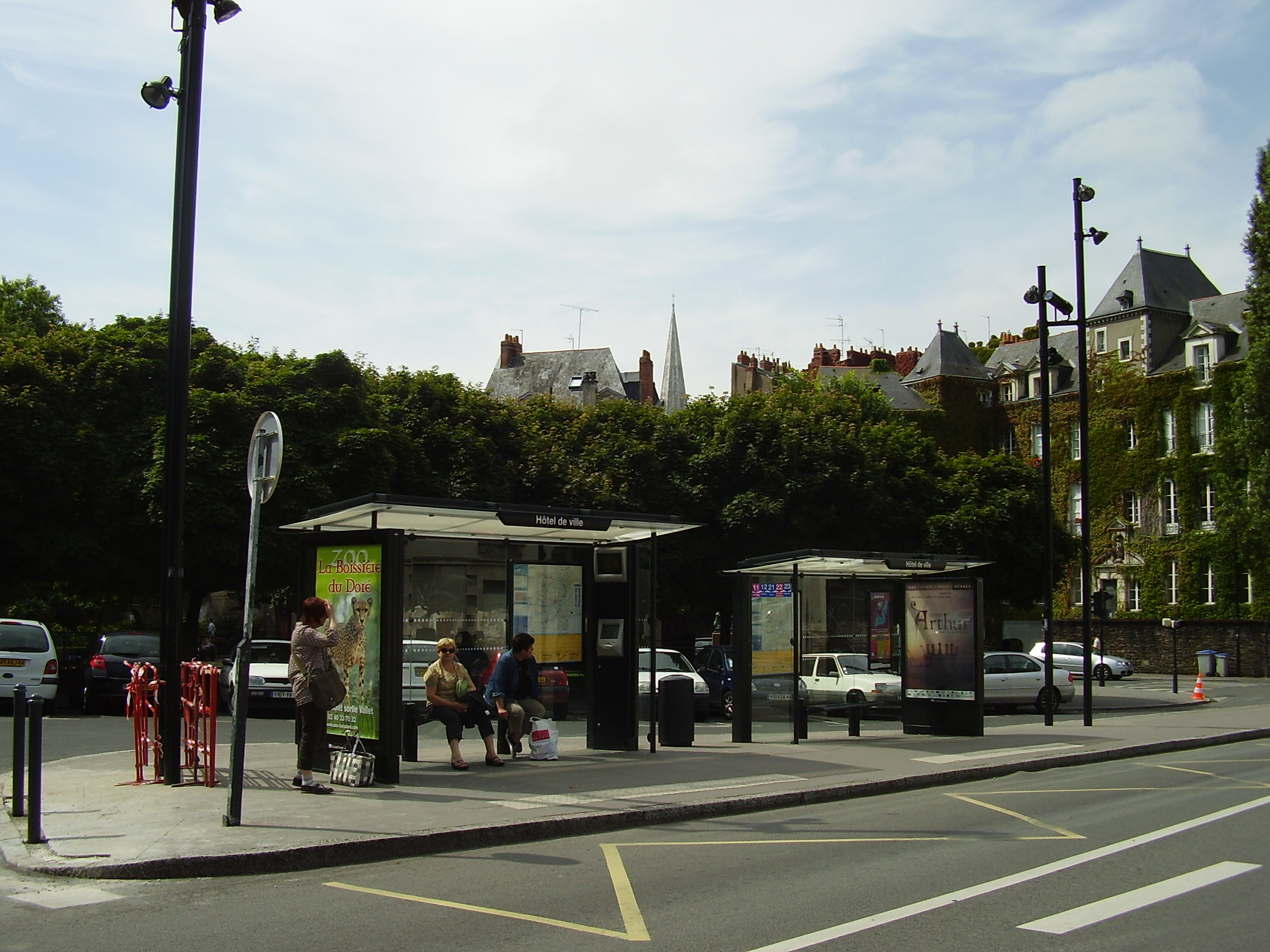
Anciennes aubettes Clear Channel à l'arrêt Hôtel de Ville, avec l'ancienne signalétique remplacée en 2009/2010.
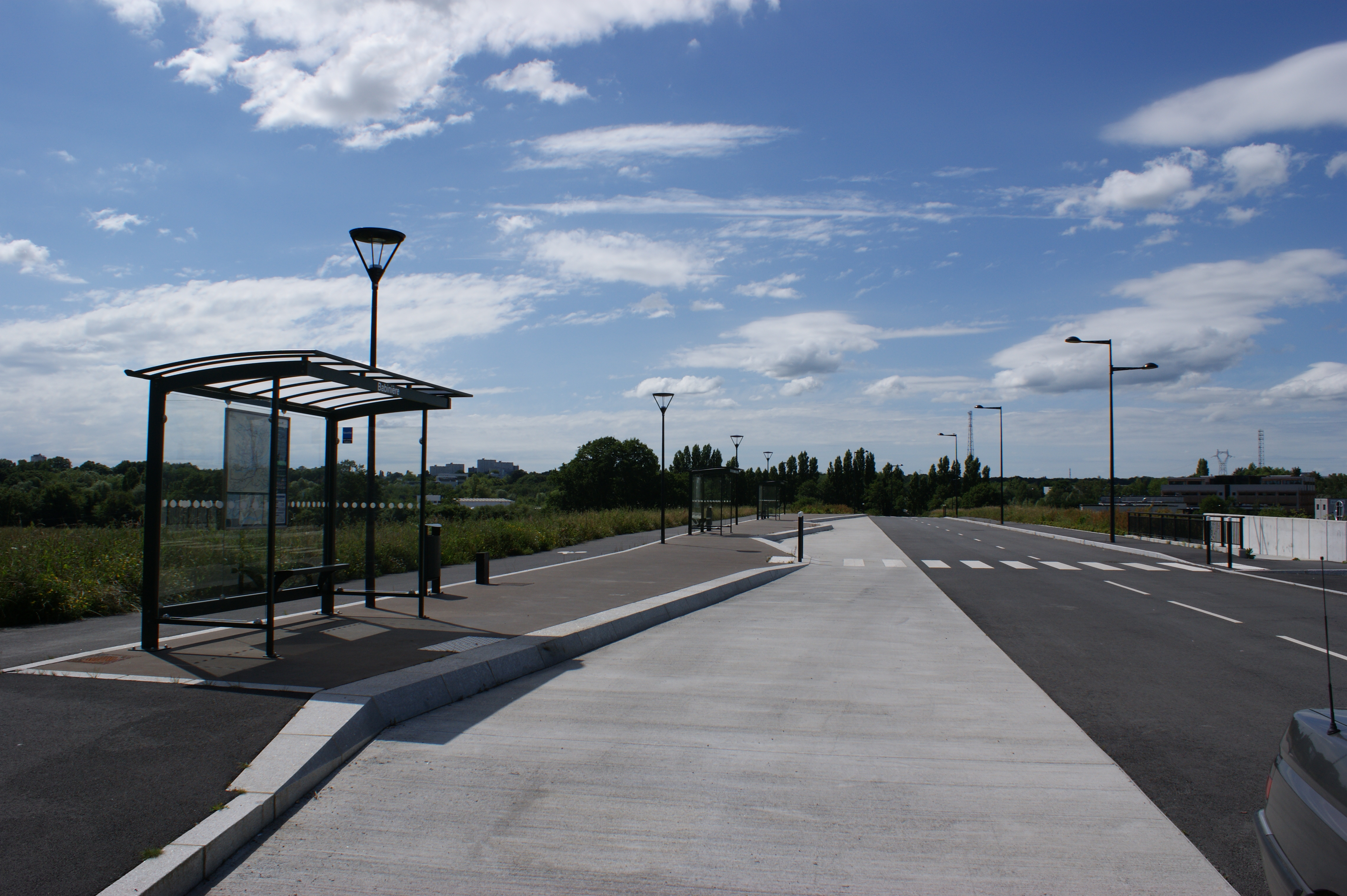
Aubettes de type « Altos » d'Abri Services à l'arrêt Babinière.
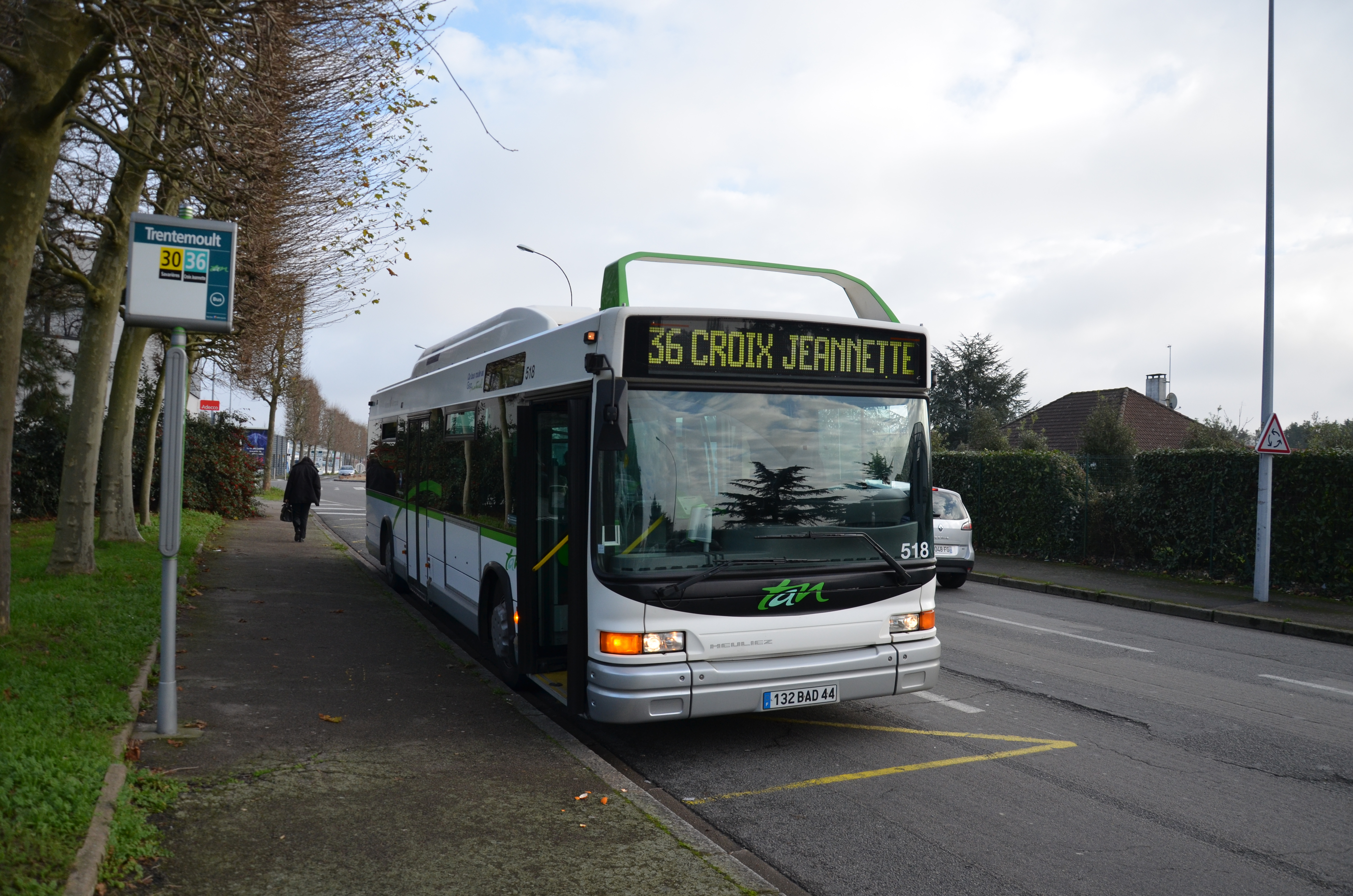
Borne d'arrêt avec la signalétique remplacée en 2017/2019.

### Les sites propres

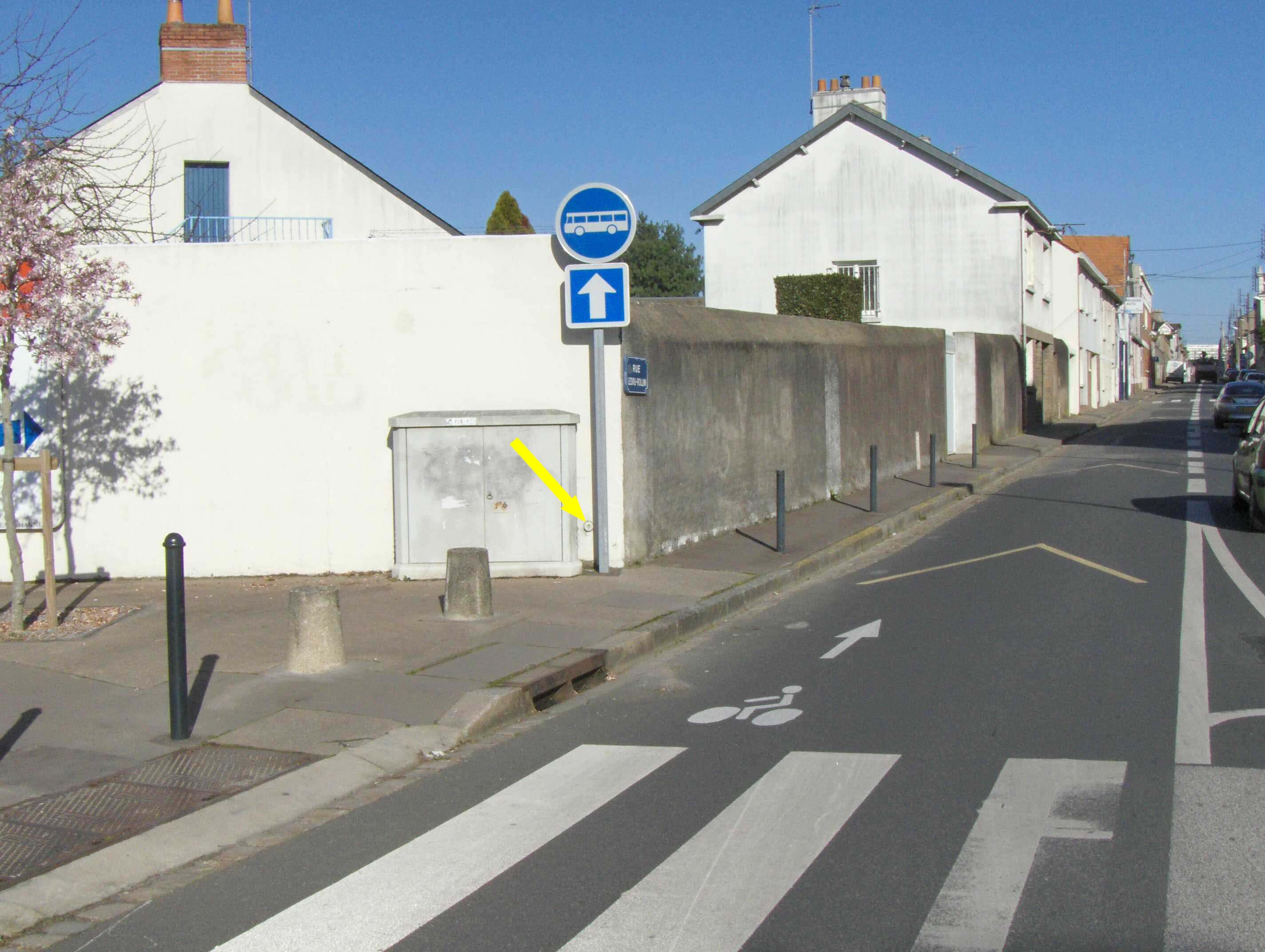
Exemple de voie réservée aux bus dans la rue Ledru-Rollin sur la ligne 42.

Certaines portions de lignes de bus disposent d'un site propre réservé uniquement à la circulation des autobus. Les lignes Chronobus par exemple disposent de nombreux sites propres sur leur parcours leur permettant de circuler plus rapidement et plus facilement. Mais d'autres lignes classiques peuvent également disposer de voie réservées lorsque la zone le permet.

### Conduite et signalisation

Signal R17 avec SAC.

Les autobus circulent majoritairement sur la voie de circulation générale ou sur une voie bus adjacente qui leur est réservée. Les autobus sont donc également soumis au code de la route lorsqu'ils circulent sur ce type de voies.
Néanmoins, certaines portions de lignes (notamment des lignes Chronobus) disposent de sites propres régulées par un système de feu de signalisation semblable à celui du tramway et du Busway : un signal R17 pour véhicules des services réguliers de transport en commun (composé, de haut en bas, d'une barre blanche (équivalent du « feu rouge »), d'un rond blanc (équivalent du « feu orange ») et d'une barre blanche verticale (équivalent du « feu vert »)) est complété par un Signal d'aide à la conduite (SAC) fixé en dessous (composé d'un losange orange qui s'allume lorsqu'un bus est détecté, et d'un point d'exclamation bleu qui clignote quelques secondes avant que le signal passe « au vert » (passage de la barre blanche horizontale à la barre blanche verticale)).
Au niveau d'un croisement entre les voies de bus et une route ou un passage piéton, les automobilistes disposent de signal d'arrêt R24 et les piétons de signal d'arrêt pour piétons R25. Ces feux interdisent momentanément la traversée des voies, le temps du passage du (ou des) bus.
Afin que le bus soit détecté lorsqu'il arrive au niveau d'un croisement entre un site propre et une voie de circulation générale, un système de détection appelé « Nouvelle prise en compte aux feux » (ou NPCF) permet, grâce à un système de radio courte portée, de faire en sorte que le feu passe plus rapidement au vert pour les bus. Ce système fonctionne donc pour les sites propres, mais également lorsque le bus circule dans une rue normale et rencontre un feu de signalisation (il permet donc de limiter l'attente du bus au feu rouge). La NPCF équipe une majorité des véhicules du réseau, notamment ceux des lignes Chronobus, ou des lignes 26 ou 59 (dont une partie de leur itinéraire emprunte un site propre).

### Dépôts
Le réseau de bus dispose de trois dépôts appartenant à la SEMITAN :
- le dépôt du Bêle chargé de la gestion des lignes de bus de la SEMITAN du nord-ouest de l'agglomération ;
- le dépôt de Saint-Herblain chargé de la gestion des lignes de bus de la SEMITAN du nord-est de l'agglomération (il est également le dépôt de la ligne 3 du Tramway) ;
- le dépôt de Trentemoult chargé de la gestion des lignes de bus de la SEMITAN du sud de l'agglomération.

Les sous traitants disposent également de huit dépôts : trois pour Transdev STAO PL 44, un pour Keolis Atlantique, un pour les Transports Brodu (Groupe FAST), deux pour les Voyages Quérard (Groupe FAST), et un pour les Voyages Lefort.

## Exploitation
Les lignes sont gérées par la Semitan mais cette dernière n'en exploite qu'une partie : les huit lignes Chronobus, 14 lignes régulières de jour, les 4 lignes Luciole, des lignes et renforts scolaires et des courses Proxitan).
Les lignes et services restants sont exploités par sept entreprises sous-traitantes (parfois appelées des entreprises « affrétées ») :
- Transdev STAO PL 44 qui gère un bon nombre de lignes de l'ouest de la métropole ;
- Keolis Atlantique qui gère le secteur nord-est ;
- les Transports Brodu et les Voyages Quérard du groupe FAST qui gèrent respectivement des lignes du nord (autour d'Orvault et de La Chapelle-sur-Erdre) et du sud de l'agglomération (autour de Bouguenais, Rezé et Vertou) ;
- les Voyages Lefort pour les lignes du sud-est ;
- Transdev VAD et Monamiligo (groupe Keolis) pour certaines courses Proxitan ou Transport à la demande.

À la rentrée 2019, un nouveau contrat d'affrètement a modifié l'affectation des lignes. Ainsi, la SEMITAN récupère les lignes C4 et 86, le sous-traitant Voyages Quérard récupère les lignes 27, 42 et 48, les Transports Brodu les lignes 89 et 96, Keolis Atlantique les lignes 75 et 80, Transdev STAO PL 44 la ligne 69, et le nouvel affrété Voyages Lefort (qui a récupéré l'exploitation des lignes du sud-Loire de Keolis Atlantique qui assurait les lignes 27, 47, 60 et E4) reprend l'exploitation des lignes 28 (au lieu de la 27 qui a été finalement sous-traitée aux Voyages Quérard), 47, 60 et E4, ainsi que la ligne scolaire 102.

### Tarification
Le tarif appliqué sur le réseau de bus est celui du réseau TAN : les voyageurs occasionnels peuvent utiliser des tickets à l'unité (1h, 24h, samedi...) et les voyageurs réguliers leur carte « Libertan » ou leur billet mensuel pour effectuer un trajet sur le réseau. Ces titres donnent également accès à l'ensemble du réseau TAN (tramway, Busway et Navibus), à certaines lignes Aléop et dans les TER Pays de la Loire en deuxième classe (uniquement pour un trajet effectué à l'intérieur de l'agglomération), et sont valables sur la plage horaire indiquée. Le réseau est gratuit tous les jours pour les enfants accompagnés de moins de 6 ans (hors cars scolaires et sorties scolaires) et est entièrement gratuit le week-end. Sur le réseau tramway, les titres peuvent être achetés aux bornes automatiques à certains arrêts, à l'Espace Mobilité de Commerce, en point relais ou à bord des bus auprès du conducteur.
Pour valider son titre de transport, les usagers ont à disposition un oblitérateur Trapèze-Elgeba Ticompact 02 ou Elgeba MC692 pour les tickets, et au moins un valideur sans contact ACS VPE 420 pour les cartes « Libertan » au niveau de la porte avant de chaque bus.
Au 1er janvier 2019, pour les voyageurs occasionnels, le prix d'un ticket 1 heure s'élevait à 1,70 euro, le carnet de 10 tickets 1 heure à 15,60 euros, le ticket groupe scolaire à 9,50 euros, le ticket 24 heures à 5,80 euros et le ticket 24 heures pour 4 personnes voyageant ensemble à 10,00 euros.

### Système d'aide à l'exploitation et à l'information voyageurs

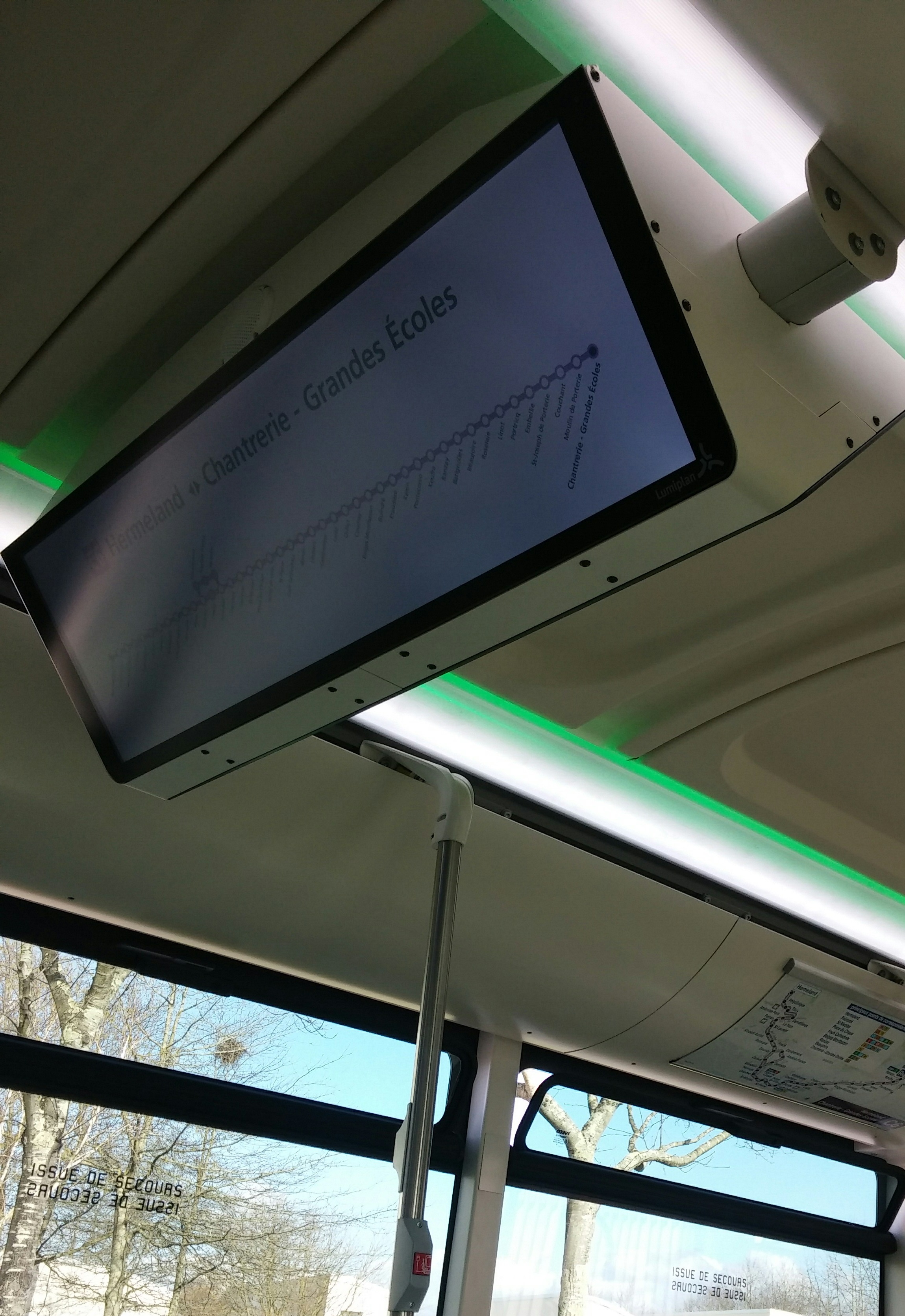
Écran d'information voyageur Lumiplan dans un Iveco Urbanway 18 GNV.

#### Pour l'exploitant et les conducteurs
Le Système d'aide à l'exploitation (SAE) du réseau de bus est un système permettant de collecter des données sur la position du véhicule, afin d'informer le conducteur, via une interface, de son avance/retard ou du tracé qu'il va emprunter. Ce système permet également au PCC Busway (un pour les deux lignes de Busway) de gérer l'ensemble des bus en circulation. Le SAE des bus, déployé en 2013, est un SAE INEO et est basé sur un système radio Tetra Thales métropolitain.

#### Pour les usagers
Pour les usagers, le Système d'information voyageurs des bus est constitué :
- de Bornes d'Information Voyageurs (BIV) à certains arrêts et dans certains Abribus JCDecaux indiquant le temps d'attente du prochain bus et les éventuelles perturbations ou messages informatifs ;
- de girouettes à l'avant, sur les faces latérales et à l'arrière des bus indiquant la ligne et la destination ;
- d'au moins un bandeau défilant indiquant la destination, le prochain arrêt, l'heure et les éventuelles perturbations ;
- d'écrans Lumiplan d'un mètre de large dans les Iveco Urbanway 18 GNV (et dans un Mercedes-Benz Citaro d'un sous-traitant[49]) indiquant le prochain arrêt, la liste des arrêts desservis, le temps de trajet jusqu'aux arrêts principaux, et d'autres informations diverses (date, heure, info trafic, annonce de déviation...) ;
- d'annonces sonores à bord indiquant la destination et le prochain arrêt.

En complément, d'autres affiches à l'intérieur des véhicules informent les usagers sur les tarifs en vigueur et le règlement appliqué.
Les véhicules circulant sur certaines lignes du réseau sont également géolocalisées sur l'application « Zenbus », ce qui permet aux usagers de visualiser les bus en temps réel sur un plan interactif. Les lignes disposant actuellement de cette fonctionnalité sont les lignes C4, 26, 27, 28, 33, 36, 40 à 49, 50, 59, 60 à 69, 71 à 79, 80 à 89, 90 à 99 (sauf la ligne 97), E1 à E9 et la Navette Aéroport. Les lignes et renforts scolaires ainsi que la ligne N1 sont également présents sur cette application,.

## Projets
Plusieurs projets à plus long terme sont actuellement en cours, notamment une amélioration de la ligne E5, la transformation de la ligne 54 en ligne de Chronobus C8, le prolongement de la ligne ligne C7 jusqu'à Doulon et de la ligne 40 à l'aéroport de Nantes-Atlantique,.
Une demande de développement des lignes de rocade et des liaisons lointaines (afin de desservir les communes les plus éloignées) est également souhaité par certains usagers, avec notamment la transformation des lignes de rocade 10, 40 et 50 en Chronobus.